# Litwa

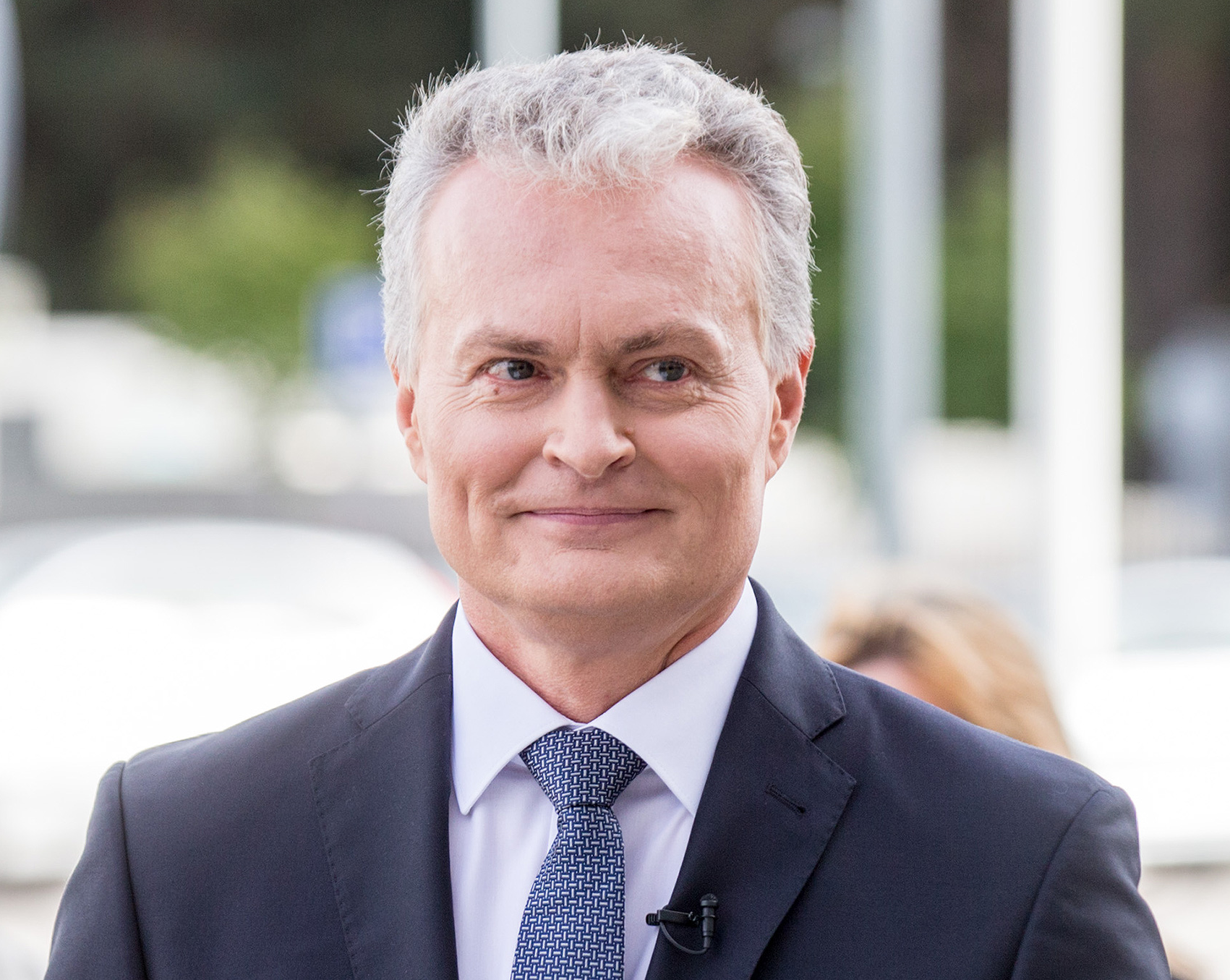
Prezydent Litwy Gitanas Nausėda

Litwa, Republika Litewska (lit. Lietuva [lʲiɛtʊˈvɐ], Lietuvos Respublika) – państwo unitarne w Europie, jeden z krajów bałtyckich, członek Unii Europejskiej i NATO; graniczy od zachodu z Rosją (obwodem królewieckim), od południowego zachodu z Polską, od wschodu z Białorusią, od północy z Łotwą.
Pierwsza wzmianka o Litwie pochodzi z 14 lutego 1009, jednak państwo litewskie powstało dopiero w XIII wieku. Królestwo Litwy – średniowieczne państwo litewskie istniejące w latach 1251–1263; jedynym królem był Mendog. W XV wieku ówczesne Wielkie Księstwo Litewskie, po zajęciu ziem księstw Rusi Kijowskiej, było największym terytorialnie państwem w Europie. W wyniku unii w Krewie (1385) weszło w związki z Królestwem Polskim (Koroną), które przerodziły się w 1569 w trwałą unię realną (unia lubelska), zaś Wielkie Księstwo Litewskie weszło w skład Rzeczypospolitej jako jeden z jej dwóch członów. Po III rozbiorze Rzeczypospolitej (1795) Litwa do 1918 wchodziła w skład Imperium Rosyjskiego. 16 lutego 1918 aktem niepodległości Litwy Taryba proklamowała Królestwo Litwy, zależne od Cesarstwa Niemieckiego. 2 listopada 1918 powstała niepodległa Republika Litewska, okupowana w czerwcu 1940 przez Armię Czerwoną, zaś w sierpniu 1940 anektowana przez ZSRR jako Litewska SRR. 11 marca 1990 Litwa ogłosiła deklarację niepodległości. Od 1 maja 2004 jest członkiem Unii Europejskiej.

## Ustrój polityczny
Oficjalna nazwa Litwy to Republika Litewska (RL) (lit. Lietuvos Respublika (LR)).
Obowiązuje Konstytucja Republiki Litewskiej, która weszła w życie 6 listopada 1992, zaaprobowana w referendum z 25 października 1992. Litwa jest demokracją semiprezydencką, w której konstytucja gwarantuje trójpodział władz. Władza ustawodawcza spoczywa w rękach jednoizbowego parlamentu (Seimas), władza wykonawcza – prezydenta i rządu, a władzę sądowniczą sprawują niezawisłe sądy (m.in. Sąd Najwyższy, Sąd Konstytucyjny oraz Sąd Apelacyjny).

### Parlament
Tak jak w pozostałych krajach bałtyckich parlament jest jednoizbowy. Zasiada w nim 141 posłów wybieranych na 4-letnią kadencję. Wybory do parlamentu odbywają się systemem mieszanym, gdzie każdy obywatel ma 2 głosy: jeden oddaje na kandydata ze swojego okręgu (obowiązuje system większościowy), drugi na kandydata z listy ogólnokrajowej (system proporcjonalny).
- w wyborach parlamentarnych obowiązuje 5-procentowy próg wyborczy oraz frekwencja 25%
- czynne prawo wyborcze od 18 lat
- bierne prawo wyborcze od 25 lat

Sejm Republiki Litewskiej (lit. Seimas) ma dominującą pozycję w systemie politycznym kraju:
- zarządza wybory prezydenta, ale może zdjąć go także z urzędu, niezależnie od opinii Sądu Konstytucyjnego, większością kwalifikowaną 3/5 – taki impeachment miał miejsce w 2004 roku wobec prezydenta Rolandasa Paksasa, którego zastąpił poprzedni prezydent Adamkus (wybrany w wyborach)
- ma zapisaną w konstytucji wyłączność ustawodawczą
- zatwierdza nowy rząd i przez całą kadencję sprawuje nad nim kontrolę (także nad poszczególnymi ministrami) przez tajne, podwójnie głosowane wotum nieufności, votum zaufania przy powołaniu nowego gabinetu lub gdy zmieniła się połowa składu obecnego, stworzenie stanowiska lidera opozycji i powszechną praktykę zapytań poselskich
- powołuje Kontrolerów Państwowych, którzy sprawdzają prawidłowość zarządzania majątkiem państwowym i prawidłowość wykonywania założeń budżetu.
- głosuje wniosek o zmianę konstytucji (oprócz art. 1 i 14, które mogą być zmienione tylko drogą referendum) dwukrotnym głosowaniem 2/3 większości bezwzględnej
- większością 3/5 może pozbawić mandatu deputowanego

### Prezydent
- wybierany w wyborach powszechnych, 4-przymiotnikowych na 5-letnią kadencję, którą powtórzyć może tylko raz.
- aby zostać prezydentem Litwy trzeba mieć ukończone 40 lat i co najmniej od 3 lat mieszkać na terytorium państwa, będąc jego pełnoprawnym obywatelem.
- prezydent oprócz wspomnianej wcześniej odpowiedzialności przed sejmem, ma także obowiązek składania corocznego orędzia o stanie państwa.
- zarządza nowe wybory do parlamentu z powodu braku votum zaufania dla rządu, samorozwiązania Seimas.
- ma prawo weta wobec ustaw sejmowych.
- współtworzy politykę zagraniczną Litwy (we współpracy z rządem).
- jest arbitrem.
- nadaje odznaczenia.
- może wystąpić z wnioskiem o odebranie mandatu posłowi.
- kształtuje wizerunek państwa, jest jego reprezentantem.
- mianuje premiera, dowódcę wojska, sędziów SK, dyplomatów itd.
- ma prawo łaski.
- posiada inicjatywę ustawodawczą.

### Rząd
Rząd kształtowany jest przez kandydata na premiera wskazanego przez Prezydenta i musi uzyskać votum zaufania sejmu. Składa się z premiera i ministrów (nie ma wiceministrów ani wicepremiera) i obraduje na posiedzeniach.
- głównym zadaniem rządu jest opracowanie i realizowanie budżetu państwa (co sprawdzają specjalni kontrolerzy)
- ma inicjatywę ustawodawczą
- odpowiada kolegialnie i indywidualnie (ministrowie) przed parlamentem

### Współczesna scena polityczna
Partie polityczne
- Związek Ojczyzny – Litewscy Chrześcijańscy Demokraci (lit. Tėvynės sąjunga – Lietuvos krikščionys demokratai)
- Litewska Partia Socjaldemokratyczna (lit. Lietuvos socialdemokratų partija)
- Partia Pracy (lit. Darbo Partija)
- Porządek i Sprawiedliwość (lit. Tvarka ir Teisingumas)
- Akcja Wyborcza Polaków na Litwie – Związek Chrześcijańskich Rodzin (lit. Lietuvos lenkų rinkimų akcija – Krikščioniškų šeimų sąjunga)
- Ruch Liberalny Republiki Litewskiej (lit. Liberalų Sąjūdis)
- Związek Liberałów i Centrum (lit. Liberalų ir centro sąjunga)
- Litewska Partia Centrum (lit. Lietuvos Centro Partija)
- Chrześcijańsko-Konserwatywny Związek Socjalny (lit. Krikščionių konservatorių socialinė sąjunga)
- Socjalistyczny Front Ludowy (lit. Socialistinis liaudies frontas)
- Litewski Związek Rolników i Zielonych (lit. Lietuvos valstiečių ir žaliųjų sąjunga)
- Partia Demokracji Obywatelskiej (lit. Pilietinės demokratijos partija)
- Partia Żmudzinów (lit. Žemaičių partija)
- Partia Wskrzeszenia Narodowego (lit. Tautos prisikėlimo partija)

### Przestrzeganie praw i swobód
W raporcie „Freedom in the World 2005”, ogłoszonym przez Freedom House, Litwa znalazła się w kategorii państw „Wolne” ze wskaźnikiem 2,0 w 7-stopniowej skali.
Wolność prasy i mediów: w raporcie „Freedom of the Press 2004” Litwa znalazła się w kategorii państw „Wolne” na 33. miejscu na 193 (razem z Cyprem i Japonią, tuż przed Francją i Polską) ze wskaźnikiem 18 w 100-stopniowej skali.

### Podział administracyjny
Terytorium Litwy dzieli się na 10 okręgów (apskritis, l.mn. apskritys) podzielonych na 60 rejonów (savivaldybė, l.mn. savivaldybės).
| Lp. | Herb | Okręg (apskritis) | Stolica   | Powierzchnia [km²] | Ludność | Podział administracyjny Litwy. |
| --- | ---- | ----------------- | --------- | ------------------ | ------- | ------------------------------ |
| 1   |      | kłajpedzki        | Kłajpeda  | 5209               | 386 100 | Podział administracyjny Litwy. |
| 2   |      | kowieński         | Kowno     | 8060               | 702 100 | Podział administracyjny Litwy. |
| 3   |      | mariampolski      | Mariampol | 4463               | 188 800 | Podział administracyjny Litwy. |
| 4   |      | olicki            | Olita     | 5425               | 188 000 | Podział administracyjny Litwy. |
| 5   |      | poniewieski       | Poniewież | 7881               | 300 300 | Podział administracyjny Litwy. |
| 6   |      | szawelski         | Szawle    | 8540               | 370 400 | Podział administracyjny Litwy. |
| 7   |      | tauroski          | Taurogi   | 4411               | 134 300 | Podział administracyjny Litwy. |
| 8   |      | telszański        | Telsze    | 4350               | 180 000 | Podział administracyjny Litwy. |
| 9   |      | uciański          | Uciana    | 7201               | 186 400 | Podział administracyjny Litwy. |
| 10  |      | wileński          | Wilno     | 9760               | 909 900 | Podział administracyjny Litwy. |

## Geografia

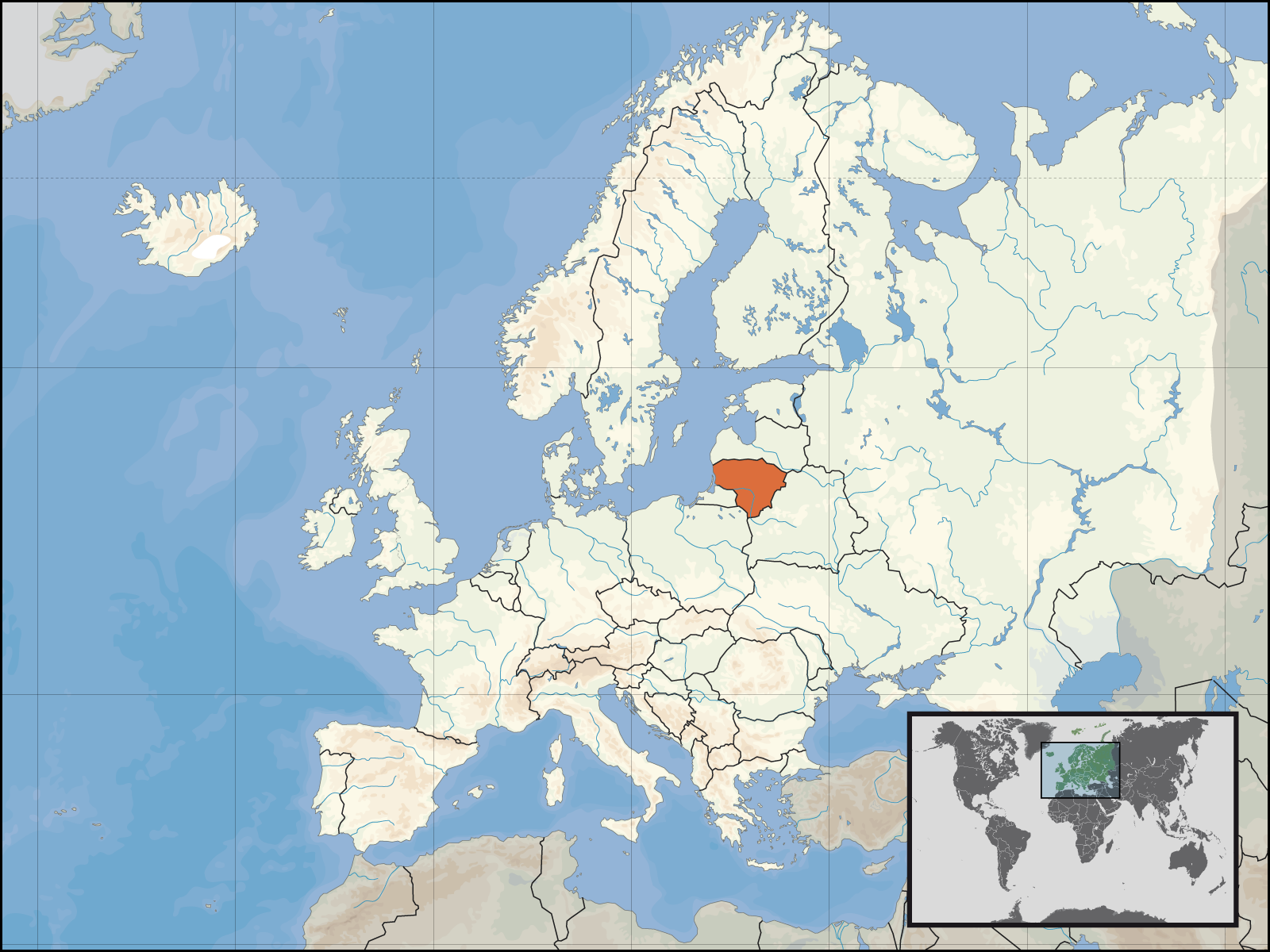
Położenie geograficzne Litwy w Europie

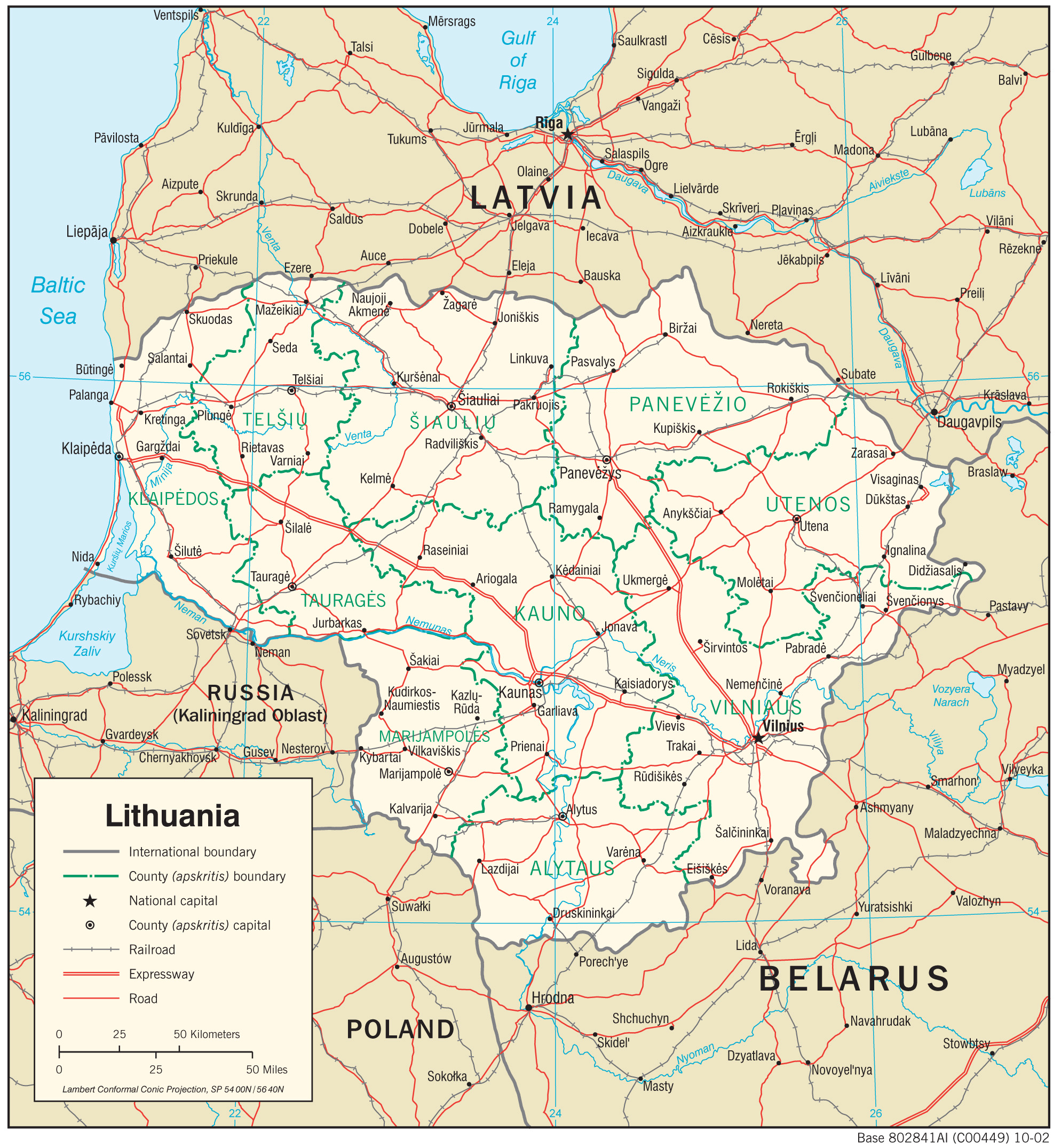
Mapa sieci transportowej

### Położenie
Litwa jest krajem położonym pod względem geograficznym w Europie Środkowej (natomiast przez ONZ jest zaliczana do państw Europy Północnej), na południowo-wschodnim wybrzeżu Morza Bałtyckiego. Według Francuskiego Instytutu Geograficznego na terenie Litwy znajduje się jeden z geometrycznych środków Europy, umiejscowiony 26 kilometrów na północ od Wilna.
- Najwyższy punkt: Góra Auksztocka (Wysoka Góra) 293,84 m n.p.m.
- Najniższy punkt: Morze Bałtyckie 0 m

#### Granice
- Całkowita granica
  - nie wliczając wód terytorialnych: 1732 km[14]
  - wliczając wody terytorialne: 1761 km[14]
- Długość wybrzeża: 90 km[15]
- Całkowita granica lądowa[16]: 1642 km[17]
  - Długość granic z sąsiadującymi państwami[18]:
    - Białoruś: 677 km
    - Łotwa: 576 km
    - Polska: 104 km
    - Rosja: 273 km

### Warunki naturalne

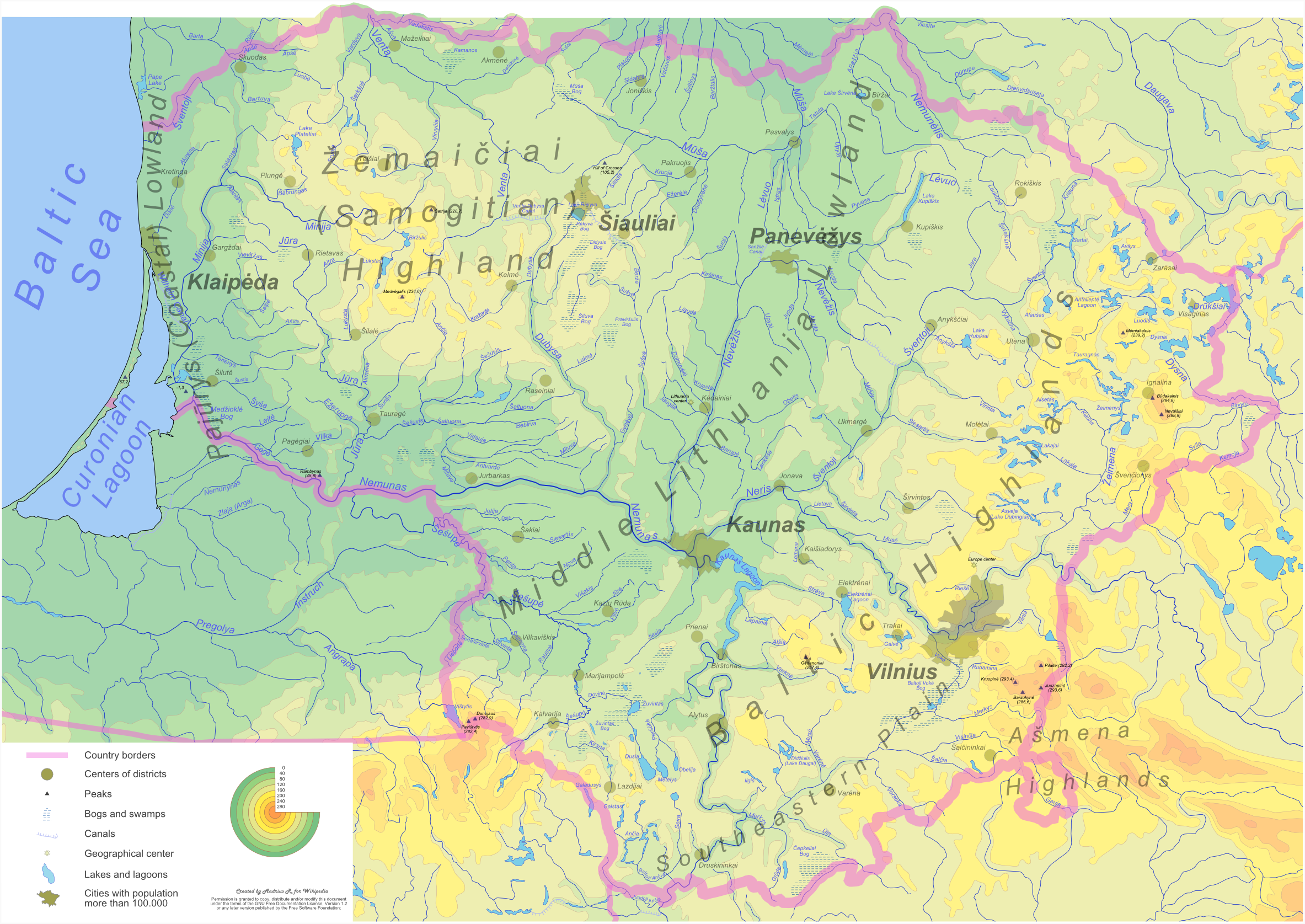
Mapa hipsometryczna

Ukształtowanie powierzchni nizinne, o rzeźbie polodowcowej, średnia wysokość 99 m n.p.m., najwyższe wzniesienie Aukštojo kalnas (Wysoka Góra) 293,84 m n.p.m., na Wyżynie Miednickiej. Wybrzeże morskie jest przeważnie niskie i wyrównane, wnętrze kraju zaś nizinne z licznymi formami polodowcowymi. Większa część powierzchni Litwy znalazła się w zasięgu zlodowacenia wałdajskiego. Przeważają równiny moreny dennej, pojeziorno-lodowcowe i sandrowe z wydmami śródlądowymi. W zachodniej części Wysoczyzna Żmudzka (wysokość do 234 m), na południowym wschodzie (na pograniczu z Białorusią) Pojezierze Litewskie (Wileńskie) rozdzielone dolinami Niemna i jego dopływu Wilii na 3 oddzielne wzniesienia, Sudawskie, Dzukijskie i Auksztockie. Wąski pas pobrzeża nad Zalewem Kurońskim, odgrodzony od Morza Bałtyckiego Mierzeją Kurońską z wielkimi wałami wydm, na południu delta Niemna.
Litwa posiada niewiele własnych bogactw naturalnych – jest zasobna głównie w złoża torfu, żwiru, dolomitu, anhydrytu i bursztynu.
Przeważają gleby ubogie darniowo-bielicowe (ok. 1/2 pow. kraju), darniowo-glejowe i bielicowo-bagienne (rędziny 7% i mady 1%). Litwa leży w strefie lasów mieszanych, na ubogich glebach piaszczystych rosną bory sosnowe z sosną zwyczajną, a na glebach żyźniejszych lasy świerkowe ze świerkiem pospolitym z udziałem drzew liściastych lub dąbrowy z dębem szypułkowym, a na południu lasy dębowo-grabowe. Lesistość kraju wynosi 26%, pastwiska zajmują 17% powierzchni. Liczne torfowiska (ponad 6 tys.) zajmują ok. 5% powierzchni kraju, szczególnie rozległe na Wysoczyźnie Żmudzkiej.

#### Klimat Litwy
Klimat umiarkowany ciepły, przejściowy między morskim nad wybrzeżem bałtyckim i o wzrastających ku wschodowi cechach kontynentalnych, występują charakterystyczne silne wiatry i szybkie zmiany pogody. Średnia temperatura w styczniu od –7 °C na wschodzie do 0 °C na wybrzeżu, w lipcu ok. 17–18 °C. Najniższą temperaturę: –42,9 °C, odnotowano 1 lutego 1956 w mieście Uciana, najwyższą: 37,5 °C, odnotowano 30 lipca 1994 roku w miejscowości Jeziorosy. Opady głównie latem, średnio roczne wynoszą ok. 600–800 mm i więcej, szczególnie w zachodniej części Wysoczyzny Żmudzkiej.

##### Rekordy temperatur
| Rekordy temperatur w poszczególnych miesiącach [°C] | Rekordy temperatur w poszczególnych miesiącach [°C] | Rekordy temperatur w poszczególnych miesiącach [°C] | Rekordy temperatur w poszczególnych miesiącach [°C] | Rekordy temperatur w poszczególnych miesiącach [°C] | Rekordy temperatur w poszczególnych miesiącach [°C] | Rekordy temperatur w poszczególnych miesiącach [°C] | Rekordy temperatur w poszczególnych miesiącach [°C] | Rekordy temperatur w poszczególnych miesiącach [°C] | Rekordy temperatur w poszczególnych miesiącach [°C] | Rekordy temperatur w poszczególnych miesiącach [°C] | Rekordy temperatur w poszczególnych miesiącach [°C] | Rekordy temperatur w poszczególnych miesiącach [°C] |
| --------------------------------------------------- | --------------------------------------------------- | --------------------------------------------------- | --------------------------------------------------- | --------------------------------------------------- | --------------------------------------------------- | --------------------------------------------------- | --------------------------------------------------- | --------------------------------------------------- | --------------------------------------------------- | --------------------------------------------------- | --------------------------------------------------- | --------------------------------------------------- |
| Miesiąc                                             | Sty                                                 | Lut                                                 | Mar                                                 | Kwi                                                 | Maj                                                 | Cze                                                 | Lip                                                 | Sie                                                 | Wrz                                                 | Paź                                                 | Lis                                                 | Gru                                                 |
| Najwyższe temp.                                     | +12,6                                               | +16,5                                               | +21,8                                               | +28,8                                               | +34                                                 | +35                                                 | +37,5                                               | +36                                                 | +32                                                 | +26                                                 | +18                                                 | +15,6                                               |
| Najniższe temp.                                     | -40,5                                               | -42,9                                               | -37,5                                               | -23,0                                               | -6,8                                                | -2,8                                                | +0,9                                                | -2,9                                                | -6,3                                                | -19,5                                               | -23                                                 | -34                                                 |

#### Rzeki i jeziora
Rozwinięta gęsta sieć rzek (na 1 km² przypada 0,4 km rzeki) typu równinnego, wolno płynące, meandrujące o szerokich dolinach. Zasilane są przede wszystkim wodami ze stopionych śniegów, co jest przyczyną gwałtownego wzbierania stanów wód na wiosnę i występowaniem licznych powodzi. Największe rzeki to: Niemen – o długości całkowitej 937 km, natomiast w granicach Litwy 469 km, którego dorzecze zajmuje prawie 70% powierzchni terytorium Litwy – wraz z dopływami: Wilią, Niewiażą, Dubissą oraz górny bieg Windawy. Najdłuższą rzeką płynącą w całości na terytorium Litwy jest rzeka Święta, o długości 246 km. Na Litwie znajduje się łącznie ok. 6 tys. jezior, które zajmują ok. 914 km², czyli 1,4% powierzchni kraju. Najwięcej jezior znajduje się na Nizinie Wilejsko-Żejmiańskiej, głównie pochodzenia polodowcowego. Największe jezioro to Dryświaty (przy granicy z Białorusią), najgłębsze Tauroginie (maksymalna głębokość 60,5 m), najdłuższe (typu rynnowego) to Oświe (inna nazwa Jezioro Dubińskie) o długości 30 km.

##### Najdłuższe rzeki na Litwie
Według FAO na Litwie są 733 rzeki liczące ponad 10 km długości, które zajmują łącznie 32 601 ha (326,01 km²).
| Nazwa polska | Nazwa litewska | Długość całkowita [km] | Na obszarze Litwy [km] | Powierzchnia dorzecza [km²] |
| --- | -------------- | ---------------------- | ---------------------- | --------------------------- |
| Niemen | Nemunas        | 937                    | 475                    | 98 200                      |
| Wilia | Neris          | 510                    | 234                    | 25 100                      |
| Windawa | Venta          | 346                    | 161                    | 11 800                      |
| Szeszupa | Šešupė         | 298                    | 209                    | 6100                        |
| Musza-Lelupaa | Mūša-Lielupė   | 284                    | 146                    | 5 300b                      |
| Świętac | Šventoji       | 246                    | 246                    | 6900                        |
| Niewiaża | Nevėžis        | 209                    | 209                    | 6100                        |
| Mereczanka | Merkys         | 203                    | 190                    | 4400                        |
| Minia | Minija         | 202                    | 202                    | 3000                        |
| a Od źródeł Muszy do ujścia Lelupy b Powierzchnia tylko dla samej rzeki Muszy c Najdłuższa rzeka płynąca w całości na terytorium Litwy |                |                        |                        |                             |

##### Największe jeziora na Litwie
Według Statistikos Departamentas na Litwie jest 2830 jezior o powierzchni większej niż 0,5 ha, jeziora w sumie zajmują powierzchnię 880 km². Według FAO na Litwie jest 2827 jezior o łącznej powierzchni 87 359 ha (873,59 km²) z czego 1589 jest większych od 0,5 ha, zajmujących łącznie 24 434 ha (244,34 km²).
| Nazwa polska | Nazwa litewska             | Powierzchnia [ha] | Głębokość [m] |
| ------------ | -------------------------- | ----------------- | ------------- |
| Dryświaty    | Drūkšiai, Drūkšių ežeras   | 4479,0            | 33,3          |
| Dzisna       | Dysnai, Dysnų ežeras       | 2439,4            | 6,0           |
| Duś          | Dusia, Dusios ežeras       | 2334,2            | 31,7          |
| Sarty        | Sartai, Sartų ežeras       | 1331,6            | 22,0          |
| Łodzie       | Luodis, Luodžio ežeras     | 1320,0            | 16,5          |
| Metele       | Metelys, Metelio ežeras    | 1292,0            | 15,0          |
| Płotele      | Plateliai, Platelių ežeras | 1209,6            | 46,6          |
| Awiłajtis    | Avilys, Avilių ežeras      | 1209,0            | 13,5          |
| Rakiewo      | Rėkyva, Rėkyvos ežeras     | 1150,9            | 7,0           |
| Ałowsza      | Alaušas, Alaušo ežeras     | 1054,0            | 42,0          |

#### Obszary chronione
Na Litwie jest 5 parków narodowych – Auksztocki PN, Dzukijski PN, Żmudzki PN, Trocki Historyczny PN oraz PN Mierzei Kurońskiej, a także 30 rezerwatów przyrody (parków regionalnych, m.in. łabędzie pod ochroną na jeziorze Żuwinta).
Jako pierwszy założony został 29 marca 1974 roku Auksztocki Park Narodowy, noszący przed odzyskaniem przez Litwę niepodległości nazwę Parku Narodowego Litewskiej SRR. Jego powierzchnia wynosi ok. 30 tys. ha, ponad 60% obszaru parku zajmują lasy.
Obszary chronione na Litwie zajmują 11,5% powierzchni kraju. Działalność rekreacyjna i gospodarcza na obszarach chronionych jest regulowana. Na Litwie pod ochroną jest 386 zabytków przyrody (drzewa, źródła, kamienie itp.).

### Krainy geograficzne
- Pobrzeże Żmudzkie (Pajūrio žemuma)
- Wysoczyzna Zachodniokurlandzka (Vakarų Kuršo aukštuma)
- Pojezierze Żmudzkie zwane też Wysoczyzną Żmudzką (Žemaičių aukštuma)
- Równina Zachodniożmudzka (Vakarų Žemaičių lyguma)
- Wysoczyzna Zachodniożmudzka (Vakarų Žemaičių plynaukštė)
- Wysoczyzna Środkowożmudzka (Žemaičių aukštuma)
- Wysoczyzna Wschodniożmudzka (Rytų Žemaičių plynaukštė)
- Równina Środkowej Windawy (Ventos vidurupio žemuma)
- Nizina Semigalska zwana też Niziną Zemgalską (Žiemgalos lyguma)
- Równina Muszy i Niemenka (Mūšos-Nemunėlio žemuma)
- Nizina Środkowolitewska (Vidurio-Lietuvos žemuma, Lietuvos vidurio žemuma)
- Równina Niewiaży (Nevėžio žemuma)
- Równina Dolnoniemeńska (Nemuno žemupio lyguma)
- Pojezierze Suwalskie (Sūduvos aukštuma)
- Pojezierze Dzukijskie (Dzūkų aukštuma)
- Pojezierze Auksztockie (Aukštaičių aukštuma)
- Nizina Dajnawska (Dainavos lyguma)
- Nizina Wilejsko-Żejmiańska (Žeimenos lyguma)
- Równina Dzisny (Dysnos lyguma)
- Pojezierze Święciańskie (Švenčionių aukštuma)
- Garb Oszmiański (Ašmenos aukštuma)
- Wysoczyzna Miednicka (Medininkų aukštuma)
- Wysoczyzna Zachodnioauksztocka kraina istniejąca w oficjalnym polskim nazewnictwie geograficznym Litwy, nie funkcjonująca natomiast w literaturze litewskiej.
- Pojezierze Wileńskie kraina geograficzna nieistniejąca w litewskim podziale fizycznogeograficznym, na którą składają się dwie krainy: Dzūkų aukštuma i Aukštaičių aukštuma
- Nizina Południowo-Zachodnia (Pietryčių lyguma) kraina geograficzna nieistniejąca w polskim podziale fizycznogeograficznym, na którą składają się głównie Nizina Dajnawska i Nizina Wilejsko-Żejmiańska.

## Demografia

Zmiana liczby ludności Litwy w latach 1950–2016 (w milionach)

Litewski Departament Statystyki (Lietuvos Statistikos Departamentas) szacuje liczbę mieszkańców na początku kwietnia 2017 roku na 2 831 670. Według ostatniego spisu powszechnego z 2011 roku Litwa liczyła 3 043 429 mieszkańców, z czego mężczyzn 1 403 000 (46,1%), a kobiet 1 641 000 (53,9%). Według poprzedniego spisu przeprowadzonego w 2001 roku, Litwa liczyła 3 483 972 mieszkańców, z czego mężczyzn 1 629 148 (46,76%), a kobiet 1 854 824 (53,24%), stopień urbanizacji społeczeństwa wynosił 66,94%, natomiast w czasie spisu przeprowadzonego w 1989 roku, liczbę mieszkańców oszacowano na 3 674 800. Odnotowywany ujemny przyrost naturalny, i w związku z tym systematyczny spadek liczby ludności, począwszy od 1991 roku, jest spowodowany przede wszystkim zmniejszaniem się liczby urodzeń, a w ostatnim czasie – po przystąpieniu Litwy do Unii Europejskiej w 2004 roku – także masową emigracją zarobkową. I tak w 1990 roku odnotowano 56 868 żywych urodzeń i 39 760 zgonów, natomiast w 2001 roku już tylko 31 546 żywych urodzeń i 40 399 zgonów.

### Narodowości i grupy etniczne

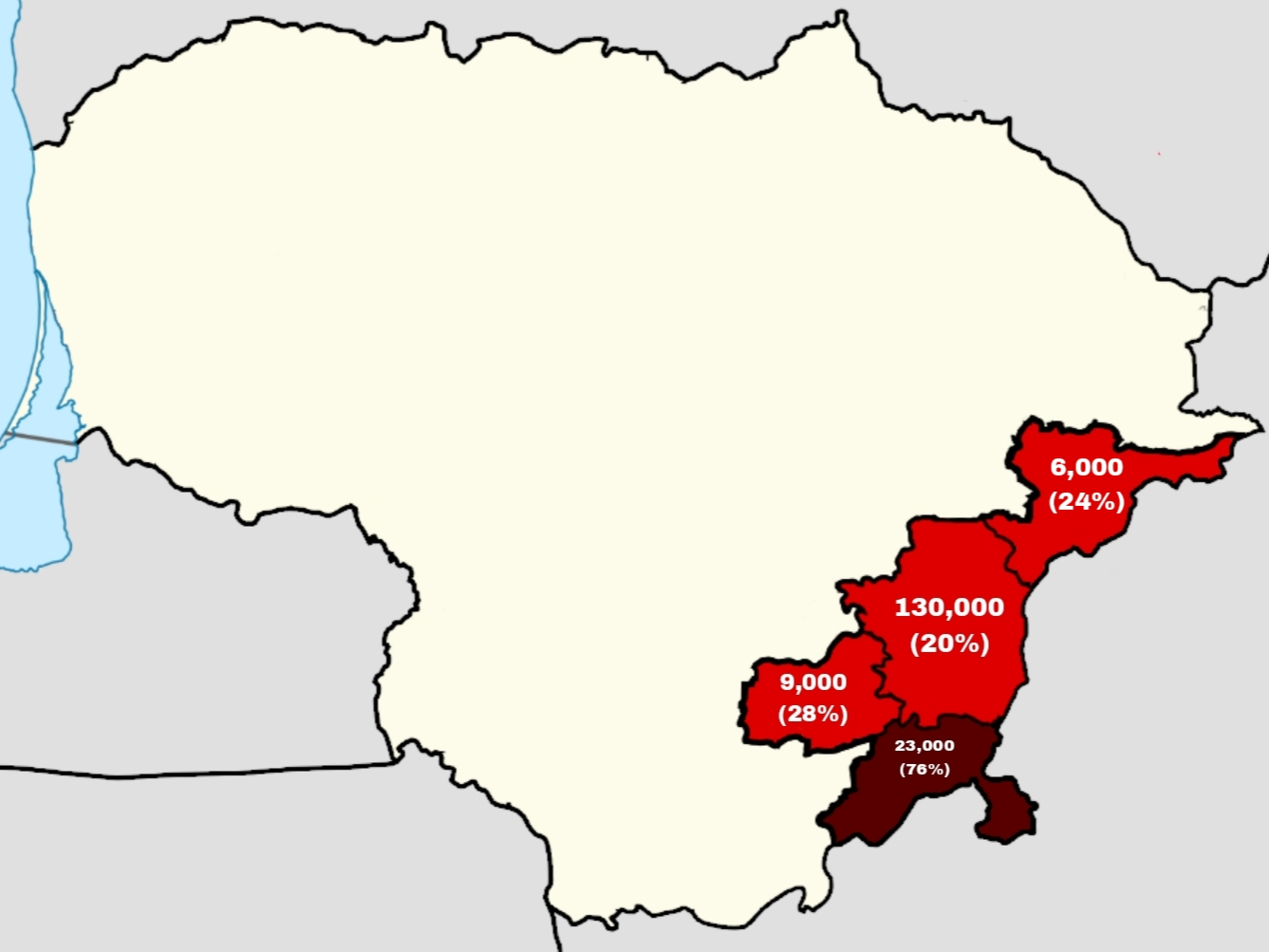
Polacy według spisu ludności z 2011

Litwa jest najbardziej jednolitym narodowościowo państwem spośród wszystkich państw bałtyckich, dominującą grupą etniczną są Litwini, którzy liczą według spisu z 2011 roku ok. 2 561 000 osób (2 907 000 w czasie spisu z 2001), co stanowi 84,2% ogółu mieszkańców (84,6% w czasie spisu z 2001). Znaczące mniejszości narodowe według ostatniego spisu z 2011 roku to Polacy liczący ok. 200,1 tys. osób (235 tys. w 2001 roku), i Rosjanie liczący 177 tys. osób (220 tys. w 2001 roku).
Polacy są największą mniejszością narodową, skupioną przede wszystkim na Wileńszczyźnie, w południowo-wschodniej części Litwy; administracyjnie jest to okręg wileński (ok. 23%), w niektórych rejonach – wileńskim (52%) czy solecznickim (ok. 77%) – Polacy są większością, w samym mieście Wilnie Polacy stanowią ok. 16,5% ogółu mieszkańców. Rosjanie są skoncentrowani głównie w dwóch miastach, gdzie stanowią znaczące mniejszości, w Wilnie (12%) i w Kłajpedzie (19,6%) oraz rejonie miejskim Wisaginia, gdzie stanowią większość (52%).
| Struktura narodowościowa/etniczna na Litwie według spisu ludności z 2021, 2011 i 2001 roku | Struktura narodowościowa/etniczna na Litwie według spisu ludności z 2021, 2011 i 2001 roku | Struktura narodowościowa/etniczna na Litwie według spisu ludności z 2021, 2011 i 2001 roku | Struktura narodowościowa/etniczna na Litwie według spisu ludności z 2021, 2011 i 2001 roku | Struktura narodowościowa/etniczna na Litwie według spisu ludności z 2021, 2011 i 2001 roku | Struktura narodowościowa/etniczna na Litwie według spisu ludności z 2021, 2011 i 2001 roku | Struktura narodowościowa/etniczna na Litwie według spisu ludności z 2021, 2011 i 2001 roku | Struktura narodowościowa/etniczna na Litwie według spisu ludności z 2021, 2011 i 2001 roku | Struktura narodowościowa/etniczna na Litwie według spisu ludności z 2021, 2011 i 2001 roku |
| Narodowość                                                                                 | Liczba w 2021                                                                              | Udział %                                                                                   | Różnica z 2011 (w tys.)                                                                    | Liczba w 2011                                                                              | Udział %                                                                                   | Różnica z 2001 (w tys.)                                                                    | Liczba w 2001 (w tys.)                                                                     | Udział %                                                                                   |
| ------------------------------------------------------------------------------------------ | ------------------------------------------------------------------------------------------ | ------------------------------------------------------------------------------------------ | ------------------------------------------------------------------------------------------ | ------------------------------------------------------------------------------------------ | ------------------------------------------------------------------------------------------ | ------------------------------------------------------------------------------------------ | ------------------------------------------------------------------------------------------ | ------------------------------------------------------------------------------------------ |
| Litwini                                                                                    | 2 378 118                                                                                  | 84,6%                                                                                      | 183 196                                                                                    | 2 561 314                                                                                  | 84,2%                                                                                      | 345 979                                                                                    | 2 907 293                                                                                  | 83,45%                                                                                     |
| Polacy                                                                                     | 183 421                                                                                    | 6,5%                                                                                       | 16 896                                                                                     | 200 317                                                                                    | 6,6%                                                                                       | 34 672                                                                                     | 234 989                                                                                    | 6,74%                                                                                      |
| Rosjanie                                                                                   | 141 122                                                                                    | 5%                                                                                         | 35 891                                                                                     | 176 913                                                                                    | 5,8%                                                                                       | 42 876                                                                                     | 219 789                                                                                    | 6,31%                                                                                      |
| Białorusini                                                                                | 28 183                                                                                     | 1%                                                                                         | 8044                                                                                       | 36 227                                                                                     | 1,2%                                                                                       | 6 639                                                                                      | 42 866                                                                                     | 1,23%                                                                                      |
| Ukraińcy                                                                                   | 14 168                                                                                     | 0,5%                                                                                       | 2255                                                                                       | 16 423                                                                                     | 0,5%                                                                                       | 6 065                                                                                      | 22 488                                                                                     | 0,65%                                                                                      |
| Inni                                                                                       | 65 749                                                                                     | 2,3%                                                                                       | 13 514                                                                                     | 52 235                                                                                     | 1,7%                                                                                       | 4 312                                                                                      | 56 547                                                                                     | 1,62%                                                                                      |
| Ludność ogółem                                                                             | 2 810 761                                                                                  | 100%                                                                                       | 232 668                                                                                    | 3 043 429                                                                                  | 100%                                                                                       | 440 543                                                                                    | 3 483 972                                                                                  | 100%                                                                                       |

### Języki
Współcześnie językiem urzędowym na Litwie jest język litewski, język ojczysty Litwinów, należący do grupy języków bałtyckich. W przeszłości językiem urzędowym w Wielkim Księstwie Litewskim był język ruski, a od 1696 język polski i wówczas też ostatecznie ustaliła się tam supremacja języka polskiego. Literatura litewska zaczęła się rozwijać dopiero w 1 poł. XIX wieku.
Na Litwie w użyciu są języki mniejszości narodowych, głównie polski, białoruski i rosyjski. W rejonach zamieszkanych przez duże skupiska mniejszości narodowych do końca 2010 roku ustawa o mniejszościach narodowych pozwalała na używanie języka mniejszości w urzędach i na tablicach informacyjnych. Ustawa ta wygasła 1 stycznia 2010 roku, a nowa nie została przyjęta.
| Język    | % mówiących |
| -------- | ----------- |
| Litewski | 82%         |
| Rosyjski | 8%          |
| Polski   | 5,6%        |
| inny     | 4,4%        |

### Religia
Religie według danych z 2010 r.:
- Rzymskokatolicyzm – 83,2% (2 980 000 osób)
- Bez religii – 10% (330 000 osób)
- Prawosławie i Staroobrzędowcy – 5,1% (170 000 osób)
- Protestantyzm – 1,4% (50 000 osób), w tym:
  - Luteranizm
  - Kalwinizm
  - Zielonoświątkowcy – 0,06% (1850 osób)
  - Baptyzm – 0,05% (1350 osób)
  - Adwentyści Dnia Siódmego – 0,03% (900 osób)
- Świadkowie Jehowy – 0,11% (3140 osób)

### Miasta
Na Litwie są 103 miasta (po litewsku – l.poj. miestas; l.mn. miestai). Miasto zostało zdefiniowane przez litewski parlament jako obszar o zwartej zabudowie, liczący powyżej 3000 mieszkańców, gdzie dwie trzecie ludności znajduje zatrudnienie poza rolnictwem. Miejscowości, które liczą poniżej 3000 mieszkańców, ale posiadają historyczne prawa miejskie, również posiadają status miasta. Najstarszym litewskim miastem jest Kłajpeda, która otrzymała prawa miejskie w 1257 roku. Większość litewskich miast to miasta małe, tylko 6 liczy więcej niż 50 tys. mieszkańców, a tylko 2 więcej niż 200 tys., z kolei aż 65 ma mniej niż 10 tys. mieszkańców. Największym miastem i stolicą zarazem jest Wilno, liczące ponad 500 tys. mieszkańców. Według spisu ludności z 2011, jak i zarówno z 2001 roku, w miastach żyło ok. 66,7% mieszkańców Litwy.
Poniższa tabela przedstawia 10 największych miast Litwy (dane szacunkowe na 1 stycznia 2013 roku).
| Lp. | Nazwa polska | Nazwa litewska | Okręg              | Liczba mieszkańców (2013) | Lokalizacja miast na Litwie |
| 1   | Wilno        | Vilnius        | Okręg wileński     | 527 930                   | Lokalizacja miast na Litwie |
| 2   | Kowno        | Kaunas         | Okręg kowieński    | 307 498                   | Lokalizacja miast na Litwie |
| 3   | Kłajpeda     | Klaipėda       | Okręg kłajpedzki   | 158 891                   | Lokalizacja miast na Litwie |
| 4   | Szawle       | Šiauliai       | Okręg szawelski    | 106 847                   | Lokalizacja miast na Litwie |
| 5   | Poniewież    | Panevėžys      | Okręg poniewieski  | 97 589                    | Lokalizacja miast na Litwie |
| 6   | Olita        | Alytus         | Okręg olicki       | 57 452                    | Lokalizacja miast na Litwie |
| 7   | Mariampol    | Marijampolė    | Okręg mariampolski | 39 656                    | Lokalizacja miast na Litwie |
| 8   | Możejki      | Mažeikiai      | Okręg telszański   | 36 421                    | Lokalizacja miast na Litwie |
| 9   | Janów        | Jonava         | Okręg kowieński    | 29 761                    | Lokalizacja miast na Litwie |
| 10  | Uciana       | Utena          | Okręg uciański     | 28 088                    | Lokalizacja miast na Litwie |

## Historia
Najstarsze znaleziska archeologiczne na Litwie pochodzą z XI tysiąclecia p.n.e. i reprezentują kulturę magdaleńską, Bromme, Lyngby, ahrensburską i świderską.
Na przełomie III i II tysiąclecia p.n.e. ze wschodu przybyli Indoeuropejczycy. Niektórzy badacze przyjmują, że właśnie wśród nich należy doszukiwać się przodków Bałtów, a więc także Litwinów. Wiele wskazuje również na to, że Bałtowie mogli przybyć na te tereny w czasie drugiej wielkiej migracji Indoeuropejczyków (ok. XII wiek p.n.e.).

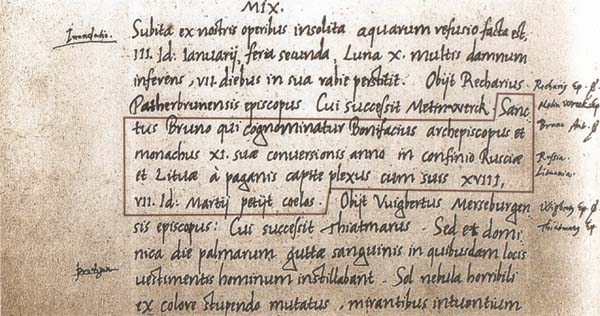
Pierwsze wystąpienie nazwy „Litwa” (1009)

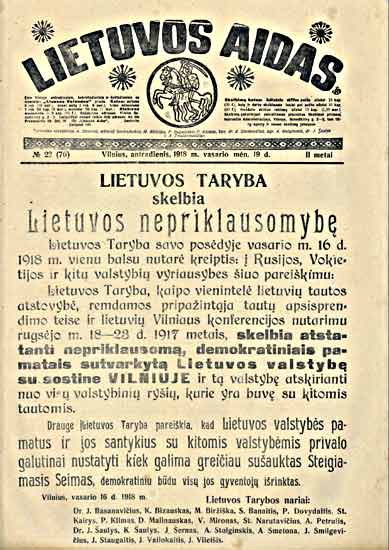
Pierwsza strona litewskiej gazety „Lietuvos aidas” z 1918 przedstawiająca tekst deklaracji niepodległości Litwy

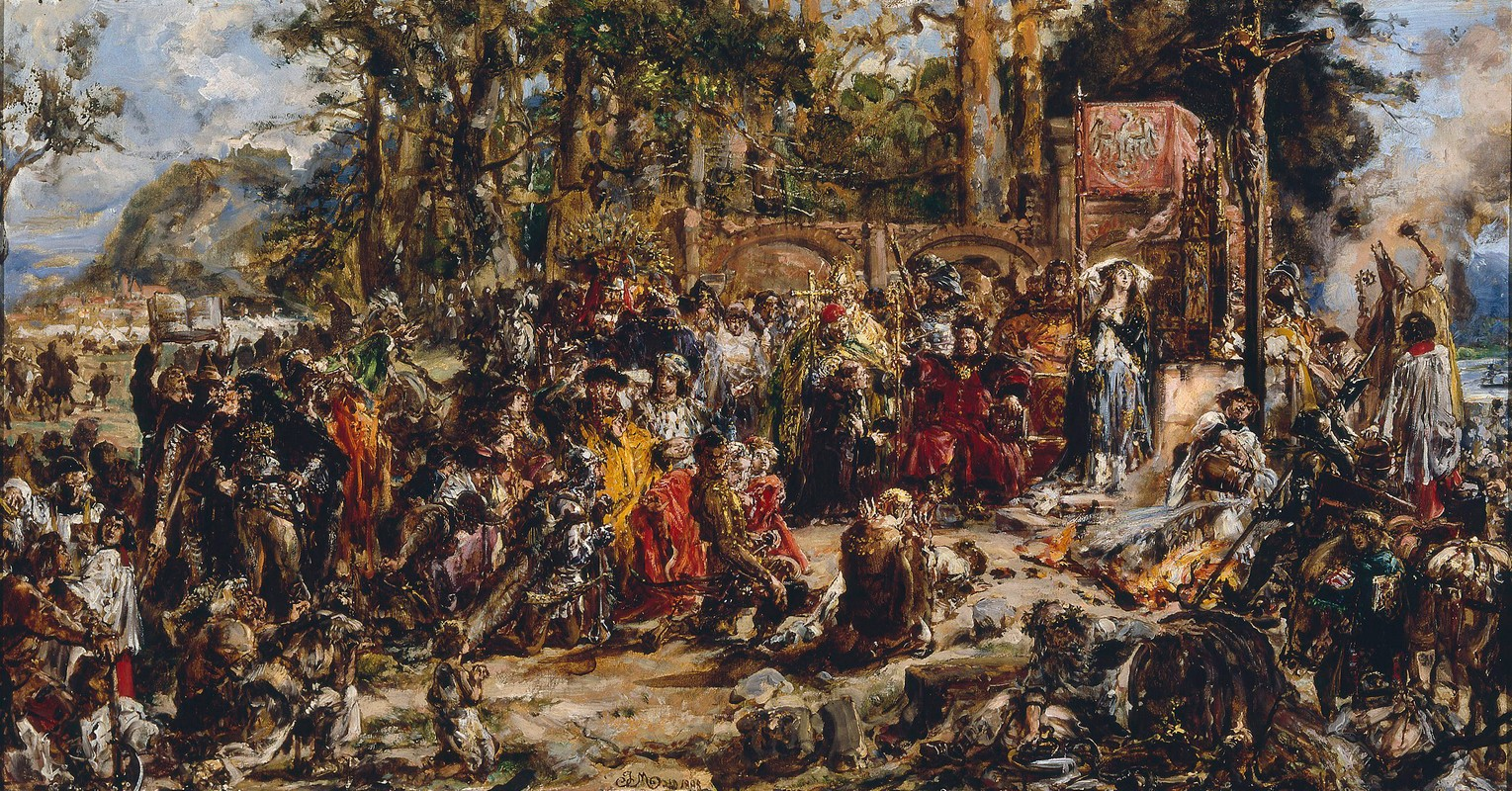
Jan Matejko, Chrzest Litwy, 1889

Pierwsza wzmianka o Litwie pochodzi z 1009 roku. Do końca XIII wieku tereny Litwy zamieszkiwały liczne plemiona, które nie tworzyły zwartego organizmu państwowego. Dopiero od XIII wieku związkom plemiennym zaczęli przewodzić książęta (kunigasi) spośród których największe znaczenie mieli Ryngoldowiczowie, których najwybitniejszym przedstawicielem był Mendog (Mindaugas). Około 1235 roku, pod wpływem zagrożenia, najpierw ze strony zakonu kawalerów mieczowych (od 1202), a następnie zakonu krzyżackiego (od 1237 roku), Mendog zjednoczył litewskie plemiona i skupił władze w jednym ręku. W 1251 roku pod naciskiem zakonów, Mendog przyjął chrzest, a w 1253 otrzymał od papieża koronę. Panowanie Mendoga zakończyło się gwałtownie w 1263 roku zabójstwem władcy. Po śmierci władcy Litwini odrzucili chrześcijaństwo, państwo stało się ponownie celem krucjat. Pomimo długotrwałych wojen z zakonami rycerskimi, Wielkie Księstwo Litewskie rozrastało się szybko, Litwini podbili ziemie słowiańskie stanowiące tereny obecnej Białorusi, Ukrainy i fragmenty Polski oraz Rosji. Wielkie Księstwo Litewskie stało się największym państwem w Europie.
Litwini (Bałtowie) stanowili bardzo małą liczebnie grupę ludności na tle wszystkich mieszkańców swojego państwa. W związku z liczebną przewagą Słowian Wielkie Księstwo Litewskie przyjęło, zamiast litewskiego, jako urzędowy, język staroruski, a od XVII wieku polski.
Następcą Mendoga został w 1315 Giedymin, który władał krajem ponad 20 lat. Skuteczne rządy doprowadziły do umocnienia państwa i poprawy stosunków z Królestwem Polskim. Synowie Giedymina, Olgierd i Kiejstut, sprawowali rządy od 1344. Po śmierci Kiejstuta (1377) władzę objął syn Olgierda, Jagiełło. Wchodząc w sojusz z Polską, Jagiełło w 1386 przyjął chrzest, poślubił Jadwigę Andegaweńską i został koronowany na króla Polski.

Zmiany terytorium Litwy od XII w.

15 lipca 1410 roku pod Grunwaldem miała miejsce jedna z największych bitew europejskiego średniowiecza, w wyniku której rozgromiona została doszczętnie prawie cała armia krzyżacka, wspierana przez znamienitych rycerzy z całej Europy. Jest to jedno z największych zwycięstw militarnych w historii Polski i Litwy.
2 października 1413 została zawarta unia horodelska, która wprowadziła instytucję odrębnego wielkiego księcia na Litwie, wybieranego przez króla Królestwa Polskiego za radą i wiedzą panów polskich oraz bojarów litewskich, wspólne sejmy i zjazdy polsko-litewskie, urzędy wojewodów i kasztelanów na Litwie, a litewskich bojarów wyznania rzymskokatolickiego zrównała w prawach z polskimi rodami. Bojarzy litewscy przyrzekli wierność szlachcie polskiej, Koronie polskiej, królowi Władysławowi oraz wielkiemu księciu Witołdowi. Potwierdzony został nierozerwalny związek Litwy z koroną Królestwa Polskiego.

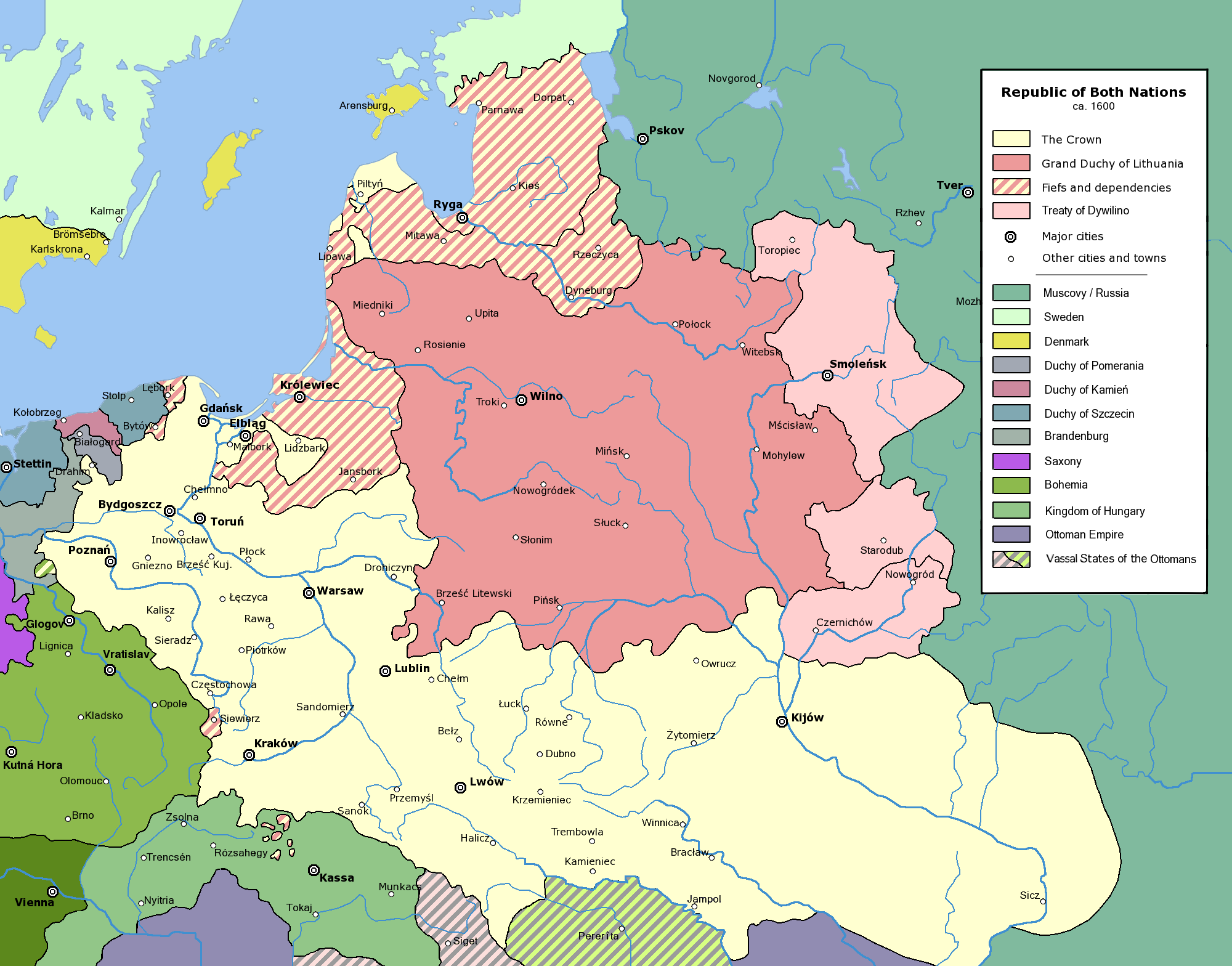
Rzeczpospolita w 1600

W 1569 Korona Królestwa Polskiego i Wielkie Księstwo Litewskie zawarły unię lubelską powołując do życia Rzeczpospolitą Obojga Narodów. Od zawarcia unii lubelskiej każdy nowo koronowany król Polski automatycznie zostawał władcą Litwy i nigdy nie był podnoszony na Wielkie Księstwo Litewskie.
XVII i XVIII wiek upłynęły Litwie pod znakiem wojen, w wyniku których Litwa stopniowo traciła swoje terytoria (wojna polsko-rosyjska (1654–1667), powstanie Chmielnickiego, najazd Szwedów). Kolejne wieki nie przyniosły Litwie dobrych czasów. Klęski żywiołowe, głód, zarazy, wojny domowe, wojna północna między Szwecją i Rosją, pustoszyły terytorium Litwy. Po ziemie osłabionej Rzeczypospolitej Obojga Narodów sięgnęli wreszcie sąsiedzi. W 1772 roku miał miejsce I rozbiór Rzeczypospolitej, w 1793 i 1795 kolejne dwa, po upadku insurekcji kościuszkowskiej, Litwa została ostatecznie podzielona pomiędzy Rosję (Auksztota i Żmudź) i Prusy (Suwalszczyzna).
Do powstania listopadowego Litwa przyłączyła się dopiero w marcu 1831 roku. Po upadku powstania na Litwę spadły srogie kary, m.in.: zlikwidowanie Uniwersytetu Wileńskiego, zamknięcie wielu klasztorów rzymskokatolickich i szkół, zsyłki ludności w głąb Rosji.
Powstanie styczniowe (1863) przyczyniło się do nasilenia represji wobec mieszkańców, zaczęto rusyfikować wsie i miasta. W 1883 roku zaczęto wydawać pierwsze litewskie czasopismo „Aušra” (jutrzenka), potem kolejne: „Šviesa” (światło), „Varpas” (dzwon) i „Ūkininkas” (rolnik). Po upadku powstania styczniowego rozpoczął się okres litewskiego odrodzenia narodowego i wzrastania antagonizmu polsko-litewskiego.
Z wybuchem I wojny światowej wiązano nadzieje, na odzyskanie niepodległości. We wrześniu 1917 roku w Wilnie wybrano Radę Litewską tzw. Tarybę. 16 lutego 1918 roku Taryba ogłosiła niepodległość i powstanie niepodległego Królestwa Litwy, w rzeczywistości częściowo uzależnionego od Niemiec, dzień ten jest obchodzony jako Dzień Odzyskania Niepodległości.
Taryba powołała rząd, przeciw któremu wystąpiła Komunistyczna Partia Litwy, tworząc Litewsko-Białoruską Republikę Socjalistyczną. Wojska Taryby, wspierane przez armię niemiecką, przystąpiły do kontrofensywy. Wilno w walce z Armią Czerwoną zajęło Wojsko Polskie w kwietniu 1919 roku. Ostatecznie władzę nad Litwą przejęła Taryba. W trakcie ofensywy Tuchaczewskiego w wojnie polsko-bolszewickiej latem 1920 roku Sowieci zajęli Wilno, które po klęsce w bitwie warszawskiej przekazali Litwinom 27 sierpnia 1920, wykonując postanowienie zawartego 12 lipca 1920 traktatu pokojowego z Litwą.

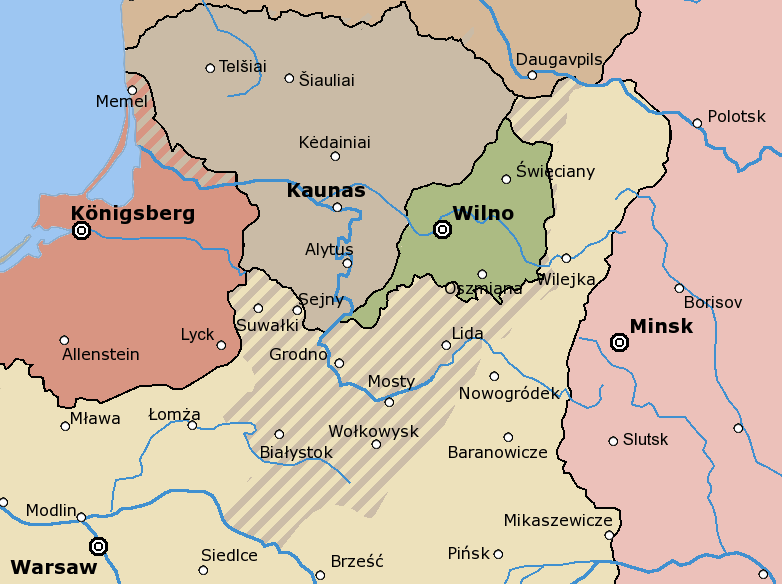
     Litwa Środkowa
Jesienią 1920 roku gen. Lucjan Żeligowski, z polecenia Naczelnego Wodza, Józefa Piłsudskiego, wraz z Dywizją Litewsko-Białoruską, złożoną z Polaków pochodzących z Wileńszczyzny, zorganizował tzw. bunt Żeligowskiego, wkraczając na tereny przekazane przez Sowietów Litwie i zajmując Wilno. Generał Żeligowski stworzył wówczas Litwę Środkową. 20 lutego 1922 roku Sejm Litwy Środkowej uchwalił deklarację o połączeniu Litwy Środkowej z Polską.
Do roku 1938 Litwa odmawiała nawiązania kontaktów dyplomatycznych z Polską (Polskie ultimatum wobec Litwy).

Godło Litewskiej SRR

23 marca 1939 r. na skutek ultimatum część terytorium Litwy (Okręg Kłajpedy) została wchłonięta przez III Rzeszę. 23 sierpnia 1939 roku III Rzesza i ZSRR zawarły tajny układ (pakt Ribbentrop-Mołotow), który umieszczał Litwę w niemieckiej strefie wpływów. Ponieważ armie niemieckie znacznie przekroczyły na wschodzie ustaloną linię podziału Polski na Wiśle i Sanie, w ramach rekompensaty w kolejnym tajnym układzie z 28 września Hitler oddał Litwę do strefy wpływów Związku Radzieckiego. 10 października 1939 zawarto w Moskwie litewsko-sowiecki układ o stacjonowaniu Armii Czerwonej na Litwie, oficjalnie zwany układem o wzajemnej pomocy. Dokonując licznych prowokacji granicznych latem 1940 ZSRR wysunął wobec Litwinów ultimatum, żądając utworzenia kolejnych baz sowieckich na terytorium republiki. 15 czerwca 1940 150 tysięczna armia sowiecka rozpoczęła okupację Litwy.
W czerwcu 1941 roku III Rzesza zaatakowała ZSRR, w związku z czym Litwa wraz z pozostałymi krajami bałtyckimi trafiła pod niemiecką okupację. Okupacja III Rzeszy dała Litwinom pewną swobodę, Litwini służyli m.in. w formacjach wojskowych związanych z armią niemiecką(Hilfspolizei-Bataillonen, Schutzmannschaft). W latach 1941–1944 litewski Ypatingasis būrys (YB) i niemieckie Schutzstaffel (SS) zamordowały w Ponarach około 100 tys. polskich obywateli, głównie polskich Żydów i Polaków. W 1944 Armia Czerwona wyparła Wehrmacht; przywrócono Litewską SRR, z którą do 1952 walczyły litewskie oddziały partyzanckie. Rządy Stalina przyczyniły się do kolejnych represji i wysiedleń na masową skalę.

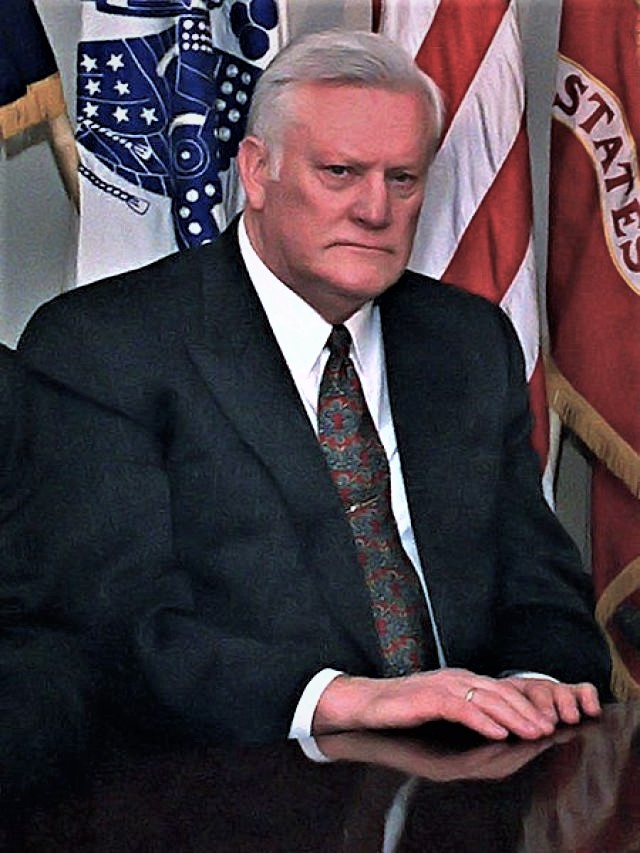
Algirdas Brazauskas – prezydent Litwy w latach 1993–1998

Pod koniec lat 80. rozpoczął się nowy okres odrodzenia narodowego na Litwie. 11 marca 1990 roku Litwa ogłosiła deklarację niepodległości, na co stanowczo zareagował Związek Radziecki wprowadzając na ulice Wilna czołgi. W 1992 odbyły się pierwsze wolne wybory do Sejmu Republiki Litewskiej.
Na podstawie Rezolucji Rady Bezpieczeństwa ONZ nr 711 z 12 września 1991 roku Litwa została członkiem ONZ, w 2004 członkiem NATO i Unii Europejskiej.
Na 2009 rok przypadły zakrojone na bardzo dużą skalę obchody Tysiąclecia Litwy.
1 stycznia 2015 Litwa przystąpiła do strefy euro.
Według danych WHO z 2016 r. Litwa miała najwyższy wskaźnik spożycia alkoholu w Unii Europejskiej: 15 litrów czystego alkoholu na osobę rocznie – odpowiednik 167 butelek wina albo 67 półlitrówek wódki. Chcąc ograniczyć zjawisko alkoholizmu, zgodnie z zaleceniami WHO rząd podjął szereg zdecydowanych (i niepopularnych) decyzji, takich jak zakaz sprzedaży alkoholu osobom poniżej 20 roku życia czy skrócenie godzin otwarcia sklepów z alkoholem (do godz. 20:00).
Od lipca 2020 roku Litwa należy do formatu Trójkąta Lubelskiego – grupy współpracy ministrów spraw zagranicznych Litwy, Polski i Ukrainy. Celem tego formatu jest m.in. wspieranie aspiracji euroatlantyckich Ukrainy oraz zwalczanie dezinformacji przez kraje zrzeszone.

## Gospodarka
- Wskaźnik Wolności Gospodarczej 2021 (Index of Economic Freedom, Heritage Foundation i The Wall Street Journal): Litwa została zakwalifikowana do grupy państw o „w większości wolnej gospodarce” i zajęła 15. miejsce. Rosja 92., Polska 41., Białoruś 95., Łotwa 30, Estonia 8.
- Wskaźnik Konkurencyjności Gospodarki: 36. miejsce w rankingu 104 państw (Rosja 70., Polska 60., Estonia 20). Światowe Forum Ekonomiczne: Światowy Raport Konkurencyjności 2004-2005
- Wskaźnik Percepcji Korupcji 2020 (Corruption Perceptions Index 2020, Transparency International): 35. miejsce na 179, razem z Botswaną, Brunei, Izraelem, Słowenią. (Rosja 129., Polska 45., Białoruś 63., Łotwa 42., Estonia 17.) .
- Wskaźnik rozwoju społecznego 2021 (Human Development Index), stosowany przez Program Rozwoju Narodów Zjednoczonych: Litwa zajęła 34. miejsce w grupie krajów wysoko rozwiniętych. Sąsiedzi Litwy zajęli lokaty: Rosja 49., Polska 33., Białoruś 50., Łotwa 39.
- Wzrost produkcji przemysłowej w 2007: 5,5%
- Inflacja (2020): 1,3%
- Stopa bezrobocia (2020): Według oficjalnego dziennika statystycznego 9,6%.
- Wartość inwestycji (2007): 24% PKB

W 2021 r. Litwa była 21. gospodarką Unii Europejskiej pod względem wielkości PKB w parytecie siły nabywczej i 83. gospodarką świata, a pod względem wielkości PKB nominalnego – 24. gospodarką UE i 85. gospodarką świata.
W 2021 r. PKB per capita w parytecie siły nabywczej Litwy wyniósł 41 288 PPS (88,0% średniej UE), a PKB per capita nominalny – 22 752 euro (59,4% średniej UE). Dług publiczny w 2019 wyniósł 17,524 mld USD, czyli 36,3% PKB. Według danych MFW w latach 2004–2015 Litwa była na pierwszym miejscu w UE pod względem tempa wzrostu PKB per capita. Skumulowany wzrost PKB per capita Litwy wyniósł w tym okresie 70,8%.
Na początku ery sowieckiej Litwa przeszła okres intensywnej rozbudowy przemysłu ciężkiego oraz integracji gospodarczej ze Związkiem Radzieckim, jednakże zaawansowanie technologiczne, dbałość o ochronę środowiska, jakość służby zdrowia i sprawy socjalne pozostawały daleko w tyle za standardami państw zachodnich. Poziom urbanizacji wzrósł z 39% w 1959 do 68% w 1989. W latach 1949–1952 Sowieci znieśli własność prywatną w rolnictwie, wprowadzając kolektywizację i własność państwową. Produkcja spadła i nie osiągnęła poziomu przedwojennego aż do wczesnych lat 60. Intensyfikacja produkcji rolnej poprzez jej mechanizację i wzrost użycia środków chemicznych, ostatecznie podwoiła produkcję rolniczą, jednakże stworzyła dodatkowe problemy ekologiczne.

Dynamika wzrostu PKB Litwy w latach 1996–2006

Po uzyskaniu niepodległości Litwa znajdowała się w okresie kryzysu gospodarczego, spowodowanego zmianą systemu zarządzania. W pierwszych latach po proklamacji niepodległości, sprywatyzowano część własności państwowej, m.in.: zlikwidowano wszystkie kołchozy i sowchozy oraz wprowadzono liberalizację cen. Nastąpił spadek produktu krajowego brutto o ok. 70%, a produkcji przemysłowej i rolniczej o ponad 1/2 w stosunku do 1989. Byłym właścicielom zwrócono do 1993 ok. 700 tys. ha (60% ziem uprawnych). Po kryzysie gospodarczym z lat 1991–1994 nastąpił początek stabilizacji i wzrostu gospodarczego (w 1996 5,1% wzrostu PKB w 1997 8,5%, w 1998 7,5%). Do końca 1995 roku sprywatyzowano 80% majątku państwowego. Jednakże w sierpniu roku 1998, kryzys finansowy w Rosji i załamanie się rosyjskiego rubla miało fatalny wpływ na litewską gospodarkę, wciąż uzależnioną od handlu z Rosją, i spowodowało kryzys fiskalny w roku następnym. PKB kraju zmniejszyło się w 1999 roku o 1,5%. Zmusiło to rząd litewski do znacznych cięć w wydatkach budżetowych i przeorientowania handlu na zachód.

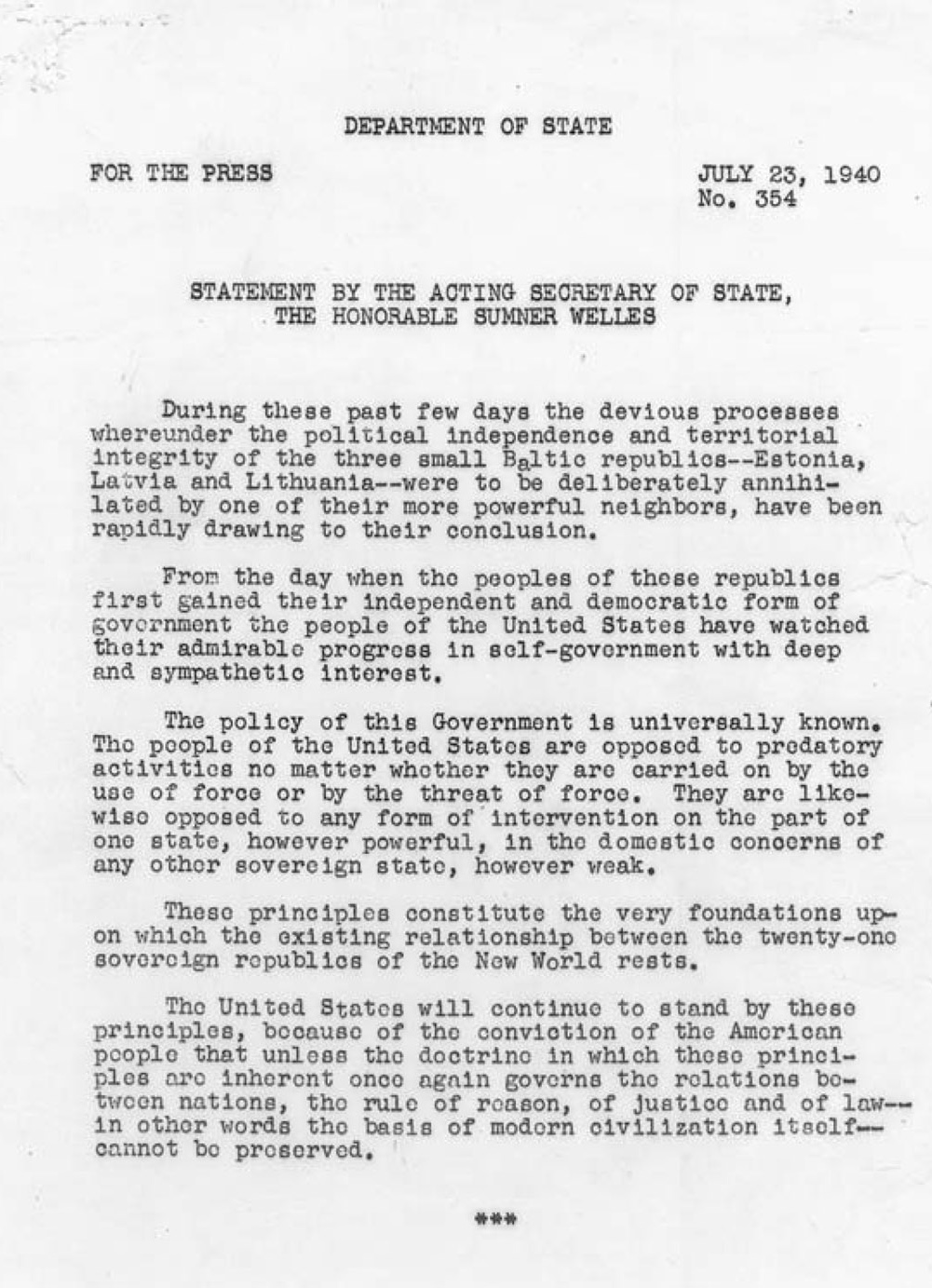
Deklaracja amerykańskiego departamentu stanu, z 1940 r., nieuznająca włączenia Litwy, Łotwy i Estonii do ZSRR i stwierdzająca okupację tych krajów przez obce, sowieckie, wojska. USA i większość krajów zachodnich nigdy nie uznały włączenia krajów bałtyckich do ZSRR.

W maju 2016 roku, po kilkunastu miesiącach obowiązywania waluty Euro litewscy konsumenci zorganizowali trzydniowy bojkot centrów handlowych w związku z podwyżką cen. Nieformalnym symbolem bojkotu był kalafior, który przed wprowadzaniem Euro kosztował 3 lity (0,87 euro), w ciągu kilkunastu miesięcy jego cena wzrosła do 3,49 euro. Premier Litwy Algirdas Butkevicius stwierdził, iż za wzrostem cen nie stoi fakt wprowadzenia Euro a sumienie handlowców.

### Przemysł

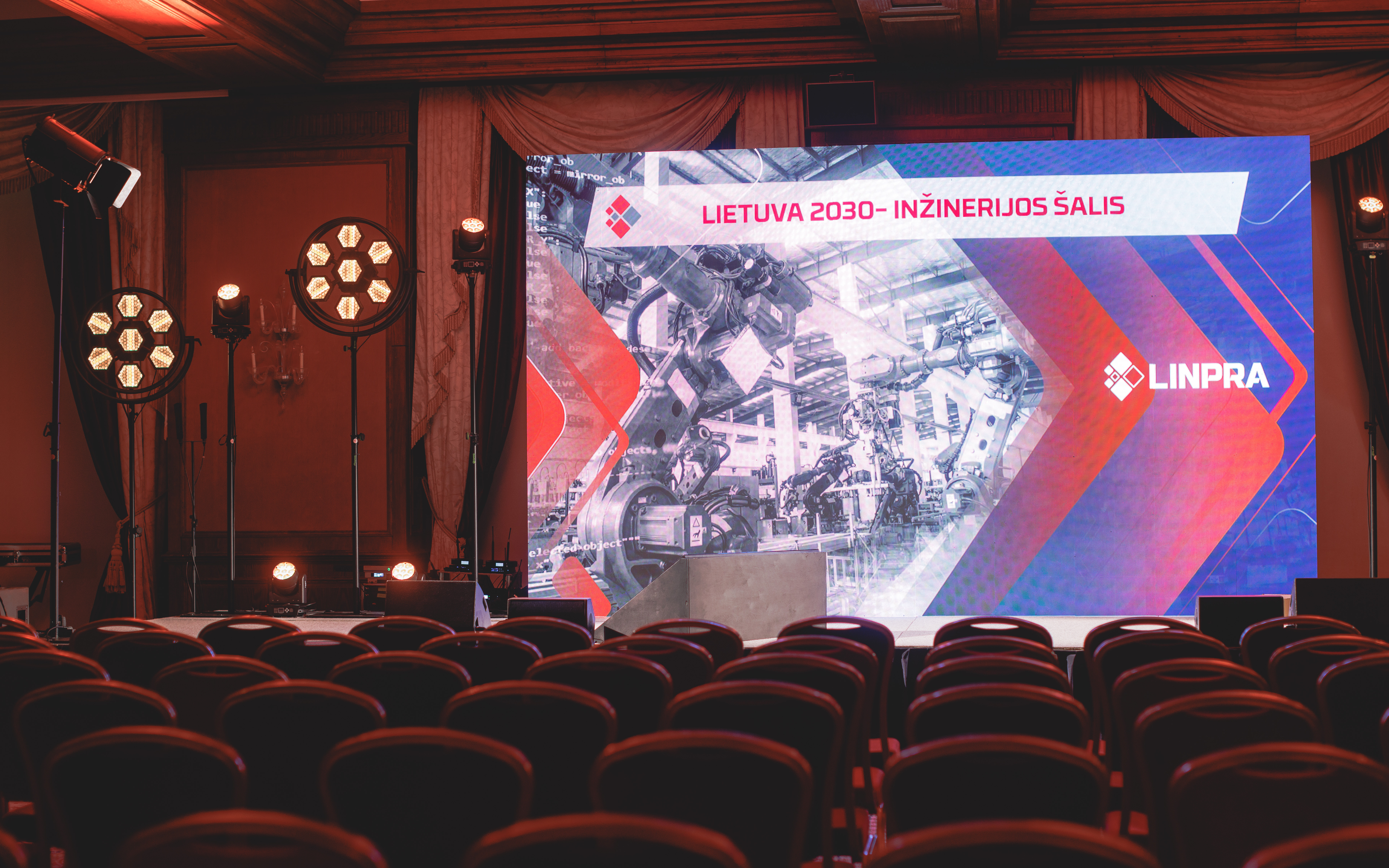
Linpra - największe stowarzyszenie firm inżynieryjnych i produkcyjnych w krajach bałtyckich

Przemysł litewski cierpi na brak własnych surowców mineralnych, gospodarka paliwowo-energetyczna jest oparta na surowcach importowanych, uzależniona od importu ropy naftowej i gazu ziemnego z Rosji. Głównym bogactwem naturalnym jest torf i surowce budowlane, drewno oraz niewielkie ilości ropy naftowej. Lasy natomiast dostarczają surowca dla przemysłu drzewnego i papierniczego. Produkcja energii elektrycznej w 2005 roku wyniosła 13,48 mld kWh, z czego zapotrzebowanie kraju wyniosło 9,296 mld kWh. Od 1984 do 2009 roku czynna była Ignalińska Elektrownia Jądrowa, dostarczająca ok. 80% produkcji energii elektrycznej kraju (zamknięta 31 grudnia 2009), elektrownie cieplne – ok. 12%, elektrownie wodne – ok. 3%.
Główne gałęzie przemysłu przetwórczego: to przemysł spożywczy, lekki (włókienniczy, dziewiarski), hutniczy, elektryczny, maszynowy i elektrotechniczny, materiałów budowlanych, chemiczny, drzewny, petrochemiczny – zakłady rafineryjno-petrochemiczne w Możejkach „Mažeikių Nafta”. Rozwinięte rzemiosło (wyroby z bursztynu, ceramika).

### Rolnictwo
Rolnictwo wyspecjalizowało się głównie w produkcji mleka i mięsa. W kraju przeważają małe i bardzo małe gospodarstwa rolne, istnieje ok. 240 tys. gospodarstw rolnych o przeciętnej powierzchni 6 ha. Grunty orne zajmują 45% powierzchni kraju, łąki i pastwiska 17%, lasy ok. 32%. Uprawia się głównie zboża (jęczmień, pszenica, żyto i kukurydza), buraki pastewne, buraki cukrowe, ziemniaki i len, hoduje się bydło i trzodę chlewną; rybołówstwo.

### Handel zagraniczny
Bilans handlowy Litwy jest ujemny, w 2007 roku wartość eksportu wynosiła 17,09 mld dol. a importu 22,64 mld dolarów. Eksportuje się głównie: surowce mineralne, tekstylia, maszyny i urządzenia elektryczne, chemikalia, żywiec i produkty zwierzęce, środki transportu, żywność, cement, energię elektryczną i nawozy sztuczne, importuje się: ropę naftową, maszyny, wyroby włókiennicze i chemikalia, artykuły przemysłu lekkiego, artykuły żywnościowe. Główni partnerzy handlowi: Rosja, Niemcy, Polska, Łotwa, Estonia.

### Turystyka
W 2015 roku kraj ten odwiedziło 2,071 mln turystów (0,4% więcej niż w roku poprzednim), generując dla niego przychody na poziomie 1,147 mld dolarów.

### Transport i łączność
Dominuje transport kolejowy i samochodowy, całkowita długość linii kolejowych w kraju (Lietuvos geležinkeliai – Litewskie Koleje Żelazne) to 1,771 tys. km (2006). Przez terytorium Litwy przechodzą połączenia: Moskwa – Wilno – Królewiec, Petersburg – Wilno – Grodno (na Białoruś i do Polski), Ryga – Szawle – Królewiec. Długość dróg kołowych: 79,497 tys. km, w tym autostrad 417 km. Transport wodny odbywa się na Niemnie i Wilii oraz na Jeziorach Trockich (łączna długość 425 km w 2005). Największym i najważniejszym portem morskim jest Kłajpeda. Sieć gazociągów o łącznej długości 1695 km (2007) łączy Daszawę–Iwacewicze z Wilnem i Rygą oraz z Kownem, Jeziorosami i Szawlami. Od 1979 działa rurociąg naftowy z Nowopołocka na Białorusi do rafinerii w Możejkach. Międzynarodowe porty lotnicze: Wilno, Kowno i Połąga.

### Miasta Litwy
Na Litwie są 103 miasta (po litewsku – l.poj. miestas; l.mn. miestai). Miasto zostało zdefiniowane przez litewski parlament jako obszar o zwartej zabudowie, liczący powyżej 3000 mieszkańców, gdzie dwie trzecie ludności znajduje zatrudnienie poza rolnictwem. Miejscowości, które liczą poniżej 3000 mieszkańców, ale posiadają historyczne prawa miejskie, również posiadają status miasta. Najstarszym litewskim miastem jest Kłajpeda, która otrzymała prawa miejskie w 1257 roku. Większość litewskich miast to miasta małe, tylko 6 liczy więcej niż 50 tys. mieszkańców, a tylko 2 więcej niż 200 tys., z kolei aż 65 ma mniej niż 10 tys. mieszkańców. Największym miastem i stolicą zarazem jest Wilno, liczące około 540 tys. mieszkańców. Według spisu ludności z 2011, jak i zarówno z 2001 roku, w miastach żyło ok. 66,7% mieszkańców Litwy. Ranking

## Siły zbrojne
Litwa dysponuje czterema rodzajami sił zbrojnych: siłami lądowymi, marynarką wojenną, siłami powietrznymi oraz siłami specjalnymi.
W 2021 roku uzbrojenie sił lądowych Litwy składało się m.in. w z: 650 opancerzonych pojazdów bojowych oraz 51 zestawów artylerii holowanej i samobieżnej. Marynarka wojenna Litwy dysponowała w 2021 roku czterema okrętami obrony przybrzeża oraz czterema okrętami obrony przeciwminowej. Litewskie siły powietrzne z kolei posiadały w 2021 roku uzbrojenie w postaci m.in. 8 samolotów transportowych oraz 5 śmigłowców. Wojska litewskie w 2021 roku liczyły 18,5 tys. żołnierzy zawodowych oraz 20 tys. rezerwistów. Według rankingu Global Firepower (2021) litewskie siły zbrojne stanowią 85. siłę militarną na świecie, z rocznym budżetem na cele obronne w wysokości 880 mln dolarów (USD).

## Nauka i oświata
Do końca lat 80. system oświaty był ściśle zintegrowany z systemem oświaty ZSRR. W 1990 roku zaczęto wprowadzać nowy, państwowy system oświaty. Obowiązkiem szkolnym objęte są dzieci od 7. (lub wcześniej) do 16. roku życia. Edukacja na szczeblu podstawowym i średnim jest bezpłatna. W roku szkolnym 2005/06 99,5% uczniów uczęszczało do placówek publicznych finansowanych z budżetów administracji centralnej i terenowej. Na oświatę przeznacza się ok. 6% PKB.
Na początku 2005 r. w wieku objętym obowiązkowym kształceniem było 464 379 dzieci i młodzieży. Urzędowym językiem nauczania jest język litewski. Mniejszości narodowe (jak Polacy, Rosjanie i Białorusini) mogą uczyć dzieci swego ojczystego języka i kultury narodowej oraz rozwijać swą kulturę. W roku szkolnym 2005/06 kształcenie w innym języku niż litewski prowadzono w szeregu szkół, do których uczęszczało
44 832 uczniów (8,4% uczniów). Szkoły dla mniejszości narodowych realizują wspólną podstawę programową kształcenia ogólnego zatwierdzoną przez Ministerstwo Edukacji i Nauki, ale mogą wprowadzać do programu dodatkowe elementy etniczno-kulturowe.
System szkolnictwa wyższego obejmuje uczelnie akademickie i zawodowe. Uczelnie akademickie, uniwersytety i akademie, prowadzą studia akademickie na trzech poziomach: licencjackim, magisterskim i doktoranckim.
Na Litwie działają 3 uniwersytety: najstarszy i największy w Wilnie (założony w 1579, Uniwersytet Wileński), w Kownie (założony w 1922) i w Kłajpedzie (założony w 1991) oraz 2 politechniki: w Wilnie (założona w 1969) i w Kownie (założona w 1950), oprócz tego również 5 wyższych szkół zawodowych.
Najwyższą instytucją naukową na Litwie jest Litewska Akademia Nauk w Wilnie, założona w 1941 roku. Jest ona korporacją uczonych, a zarazem pełni funkcję centralnego organu państwowego do kierowania nauką, ponadto organizuje i prowadzi badania w sieci własnych placówek naukowych.

## Kultura i święta

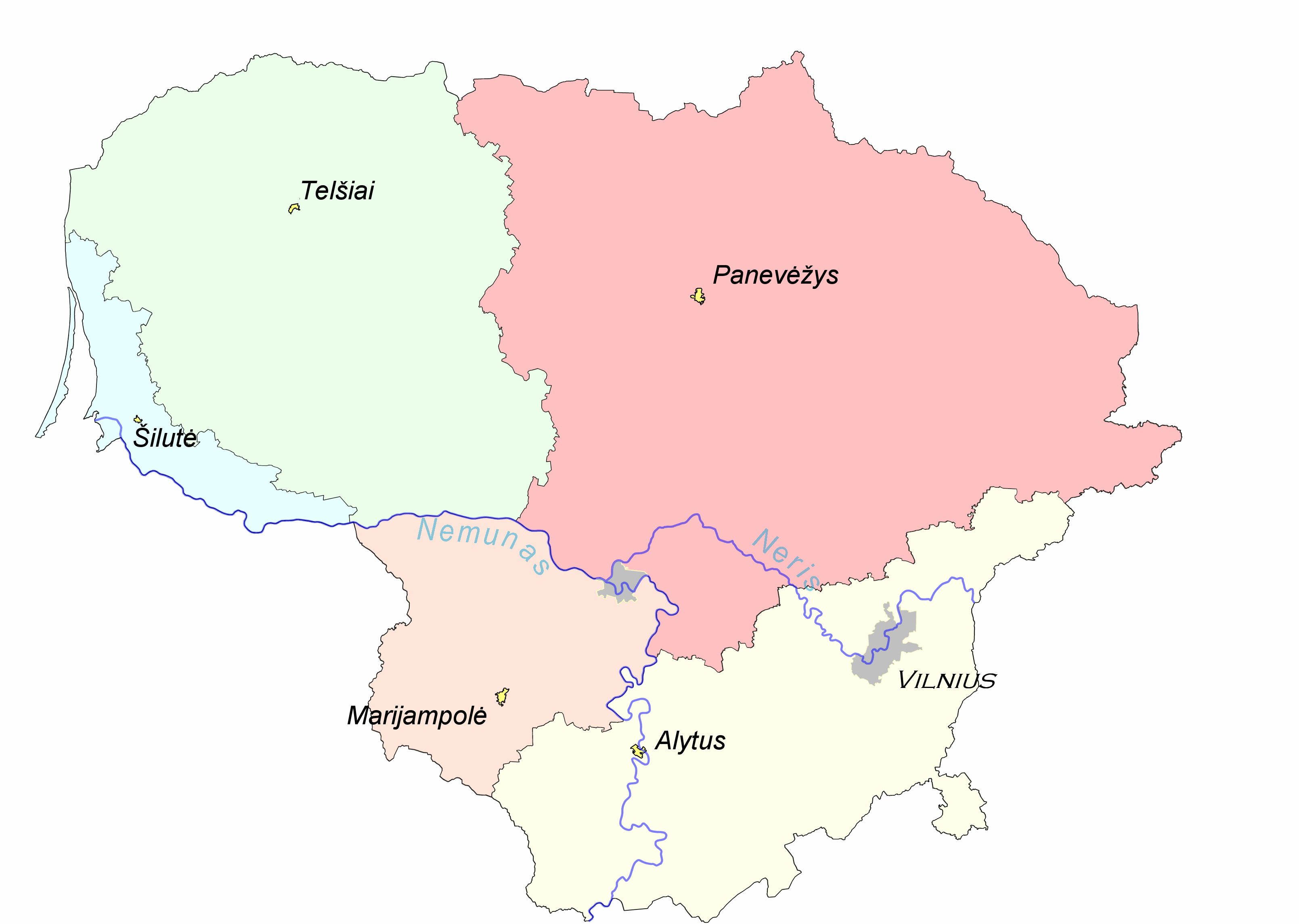
Regiony etnograficzne Litwy

### Regiony etnograficzne
Na Litwie znajduje się pięć regionów etnograficznych:
- Auksztota (Aukštaitija)
- Dzukia (Dainava, Dzūkija)
- Kraj Kłajpedzki (Mažoji Lietuva, Klaipėdos kraštas)
- Suwalszczyzna (Sūduva, Suvalkija)
- Żmudź (Žemaitija)

### Święta na Litwie

#### Święta państwowe
Źródło: Kodeks pracy Republiki Litewskiej (Lietuvos Respublikos darbokodeksas)
- 1 stycznia: Nowy Rok (Naujieji metai), Dzień Flagi Państwowej Litwy (Vėliavos diena)[53]
- 16 lutego: Dzień odbudowania Państwa Litewskiego (Lietuvos valstybės atkūrimo diena)
- 11 marca: Dzień odzyskania niepodległości Litwy (Lietuvos nepriklausomybės atkūrimo diena)
- niedziela i poniedziałek: Wielkanoc chrześcijańska (Velykos)
- 1 maja: Międzynarodowy Dzień Pracy (Tarptautinė darbo diena)
- 3 maja: Rocznica uchwalenia Konstytucji 3 maja (poczynając od 2007)
- pierwsza niedziela maja: Dzień Matki (Motinos diena)
- 24 czerwca: Noc Świętojańska (Rasos lub inaczej Joninės), Narodzenie Jana Chrzciciela
- 6 lipca: Dzień Państwowy – Dzień Koronacji Króla Litwy Mendoga (Valstybės (Lietuvos karaliaus Mindaugo karūnavimo) diena)
- 15 sierpnia: Zielna (Žolinės), Wniebowzięcie Najświętszej Marii Panny (Švč. Mergelės Marijos ėmimo į dangų diena)
- 1 listopada: Dzień Wszystkich Świętych (Visų Šventųjų diena)
- 25–26 grudnia: Boże Narodzenie (Kalėdos)

#### Święta narodowe i religijne
Litwa jest jedynym krajem katolickim spośród byłych republik ZSRR.
- 6 stycznia: Trzech Króli (Trys karaliai)
- 25 stycznia: Środek zimy (Pusiaužiemis)
- 2 lutego: Gromnice (Grabnyčios), Dzień Perkuna (Perkūno diena), Ofiarowanie Pańskie („Kristaus Paaukojimo šventė”)
- pomiędzy 5 lutego i 6 marca: Zapusty (Užgavėnės)
- następny dzień po Zapustach: Popielec (Pelenų diena)
- 1 kwietnia: Dzień kłamcy, czyli Prima Aprilis (Melagių diena)
- od Zapustów do Wielkanocy: wielki post (Gavėnia)
- tydzień przed Wielkanocą: Niedziela palmowa (Verbų sekmadienis)
- 23 kwietnia: Jurginės, Dzień pastucha (Ganiklio diena)
- 8 maja: Św. Stanisława (Šv. Stanislovas), Cybulinis (Cibulinis)
- 13 maja: Dzień Miłości (Meilės diena), Święto bogini Miłdy (deivės Mildos verte)
- 6 tygodni po Wielkanocy: Szesztines (Šeštinės), czyli Wniebowstąpienie Pańskie (Kristaus dangun įžengimo šventė)
- 7 tygodni po Wielkanocy: Zielone Świątki (Sekminės)
- 8 września: Szilines (Šilinės), czyli Narodzenie Najświętszej Marii Panny (Švč. Mergelės Marijos gimimo diena)
- od końca listopada do Wigilii: Adwent (Adventas)
- 24 grudnia: Wigilia Bożego Narodzenia (Kūčios)

#### Inne (nie tradycyjne) święta obchodzone na Litwie
- 14 lutego: walentynki (Šv. Valentinas)
- 31 października: Halloween (Helovinas)

## Galeria fotografii
zabytkowa architektura

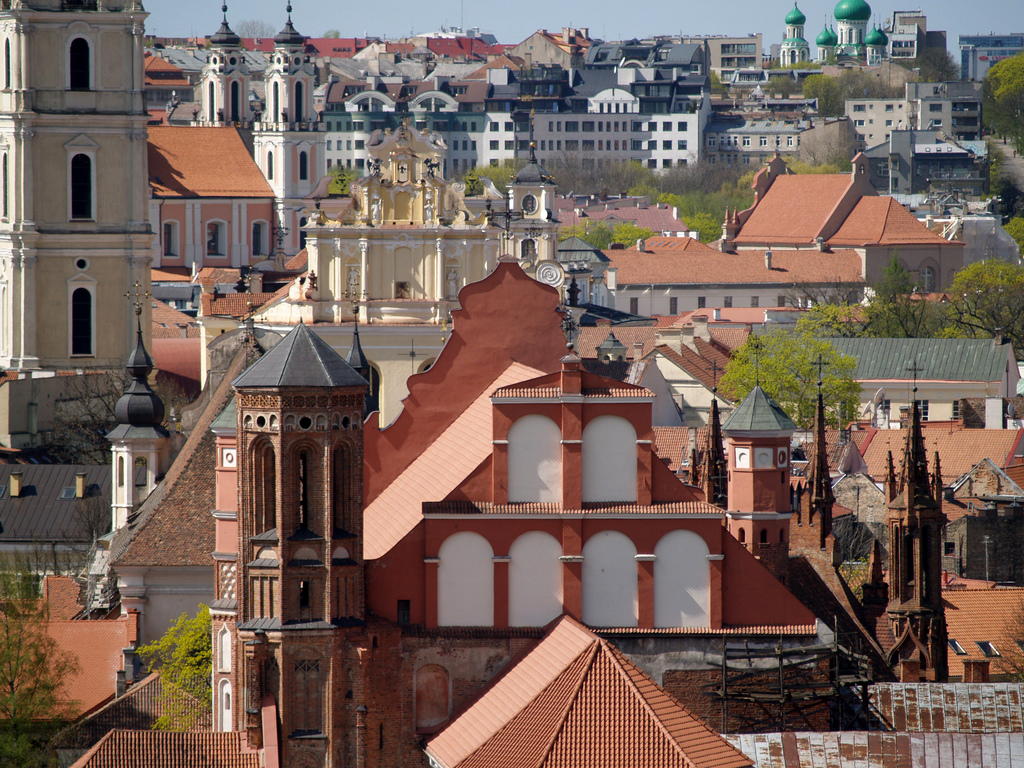
Stare Miasto w Wilnie
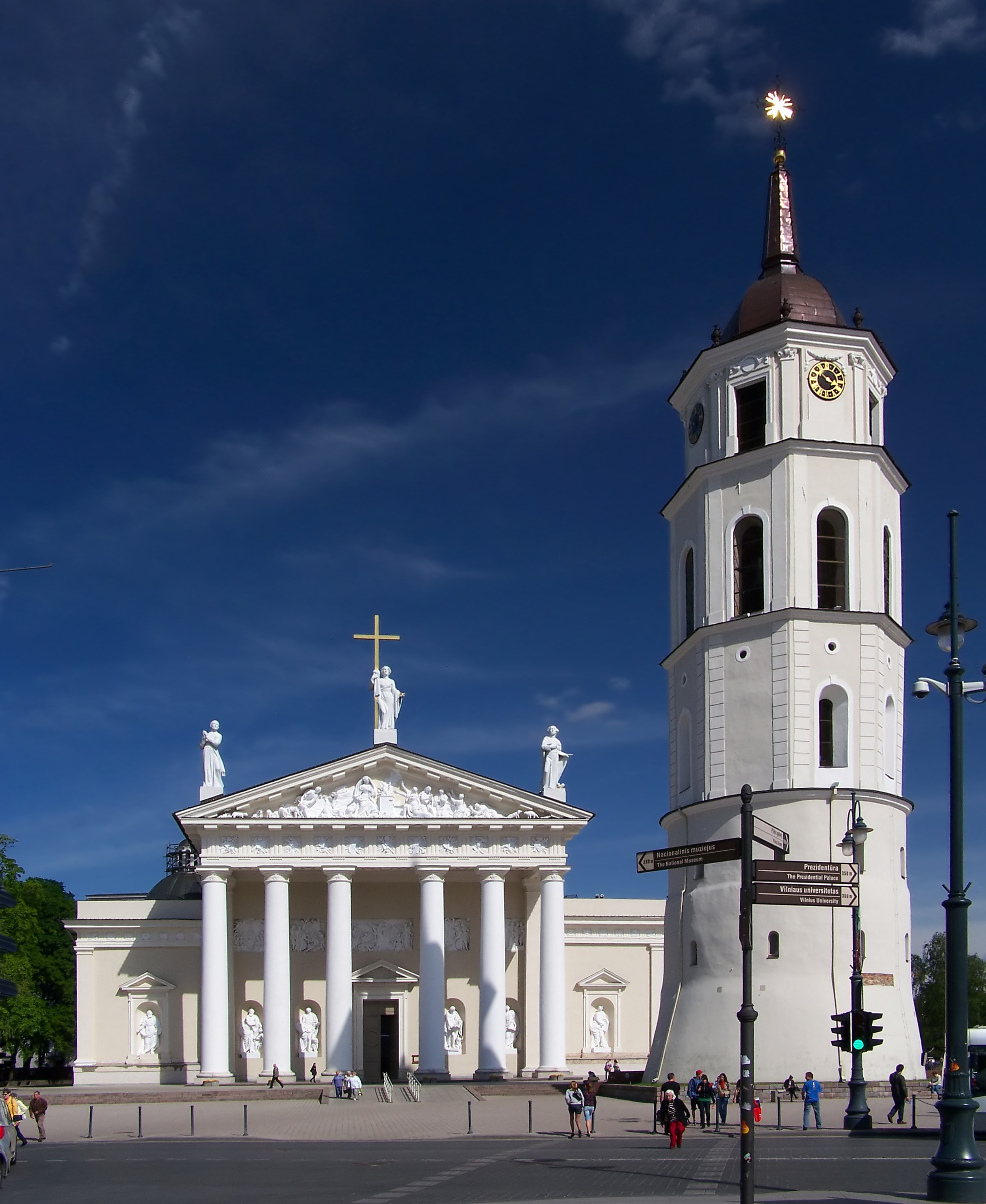
Archikatedra w Wilnie
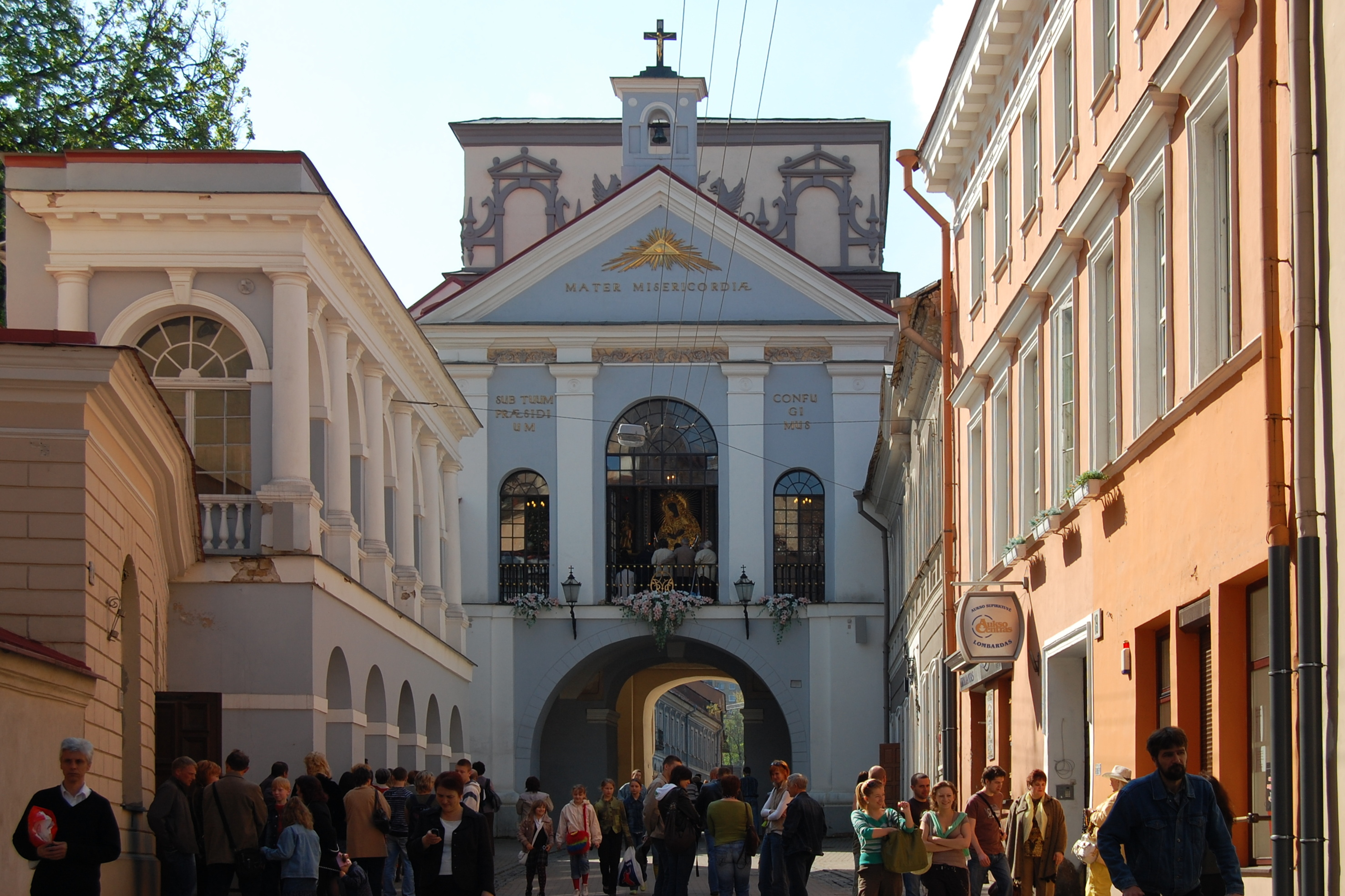
Ostra Brama w Wilnie
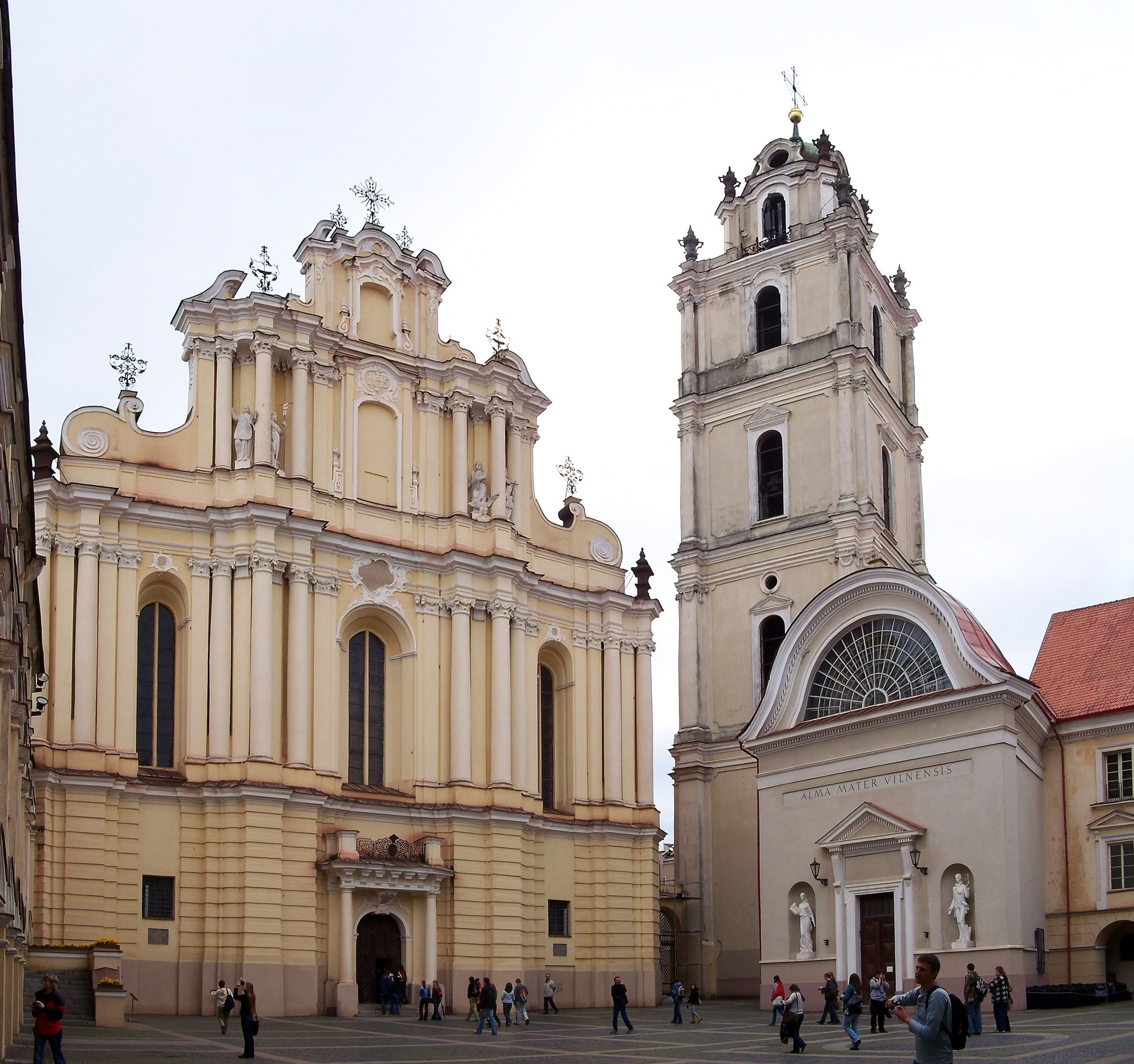
Kościół św. Jana w Wilnie
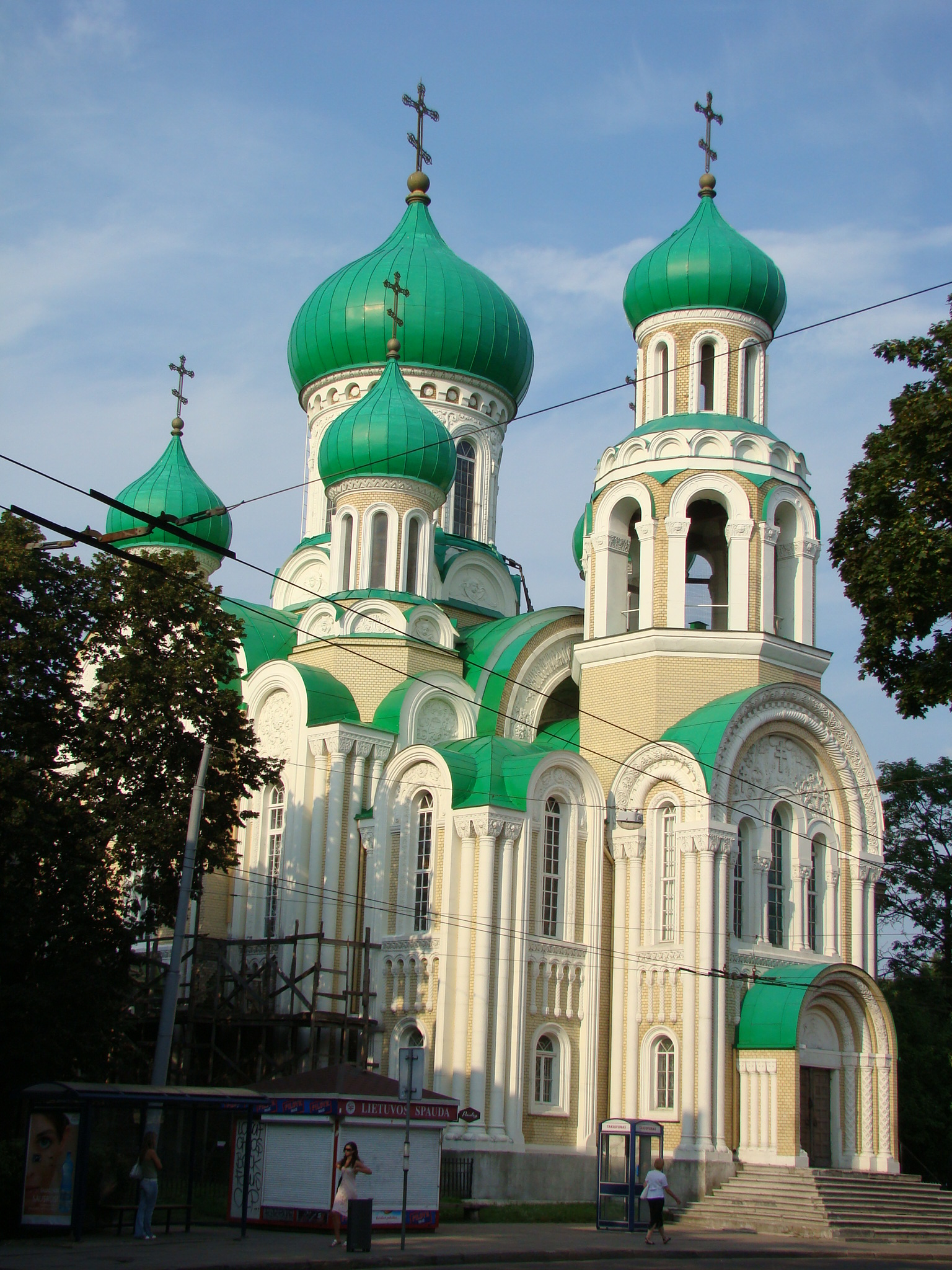
Cerkiew św. Michała i św. Konstantyna w Wilnie
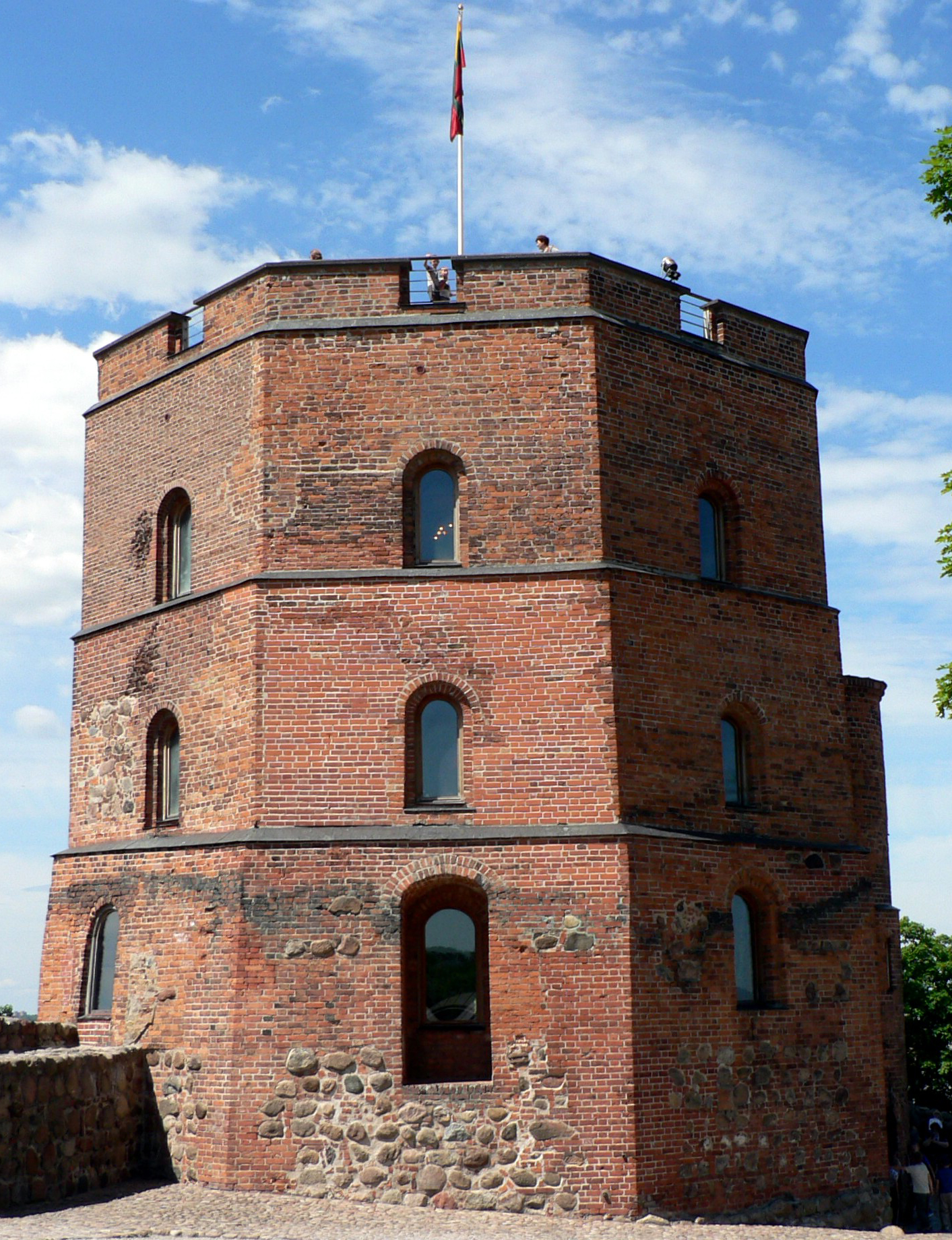
Baszta Giedymina w Wilnie
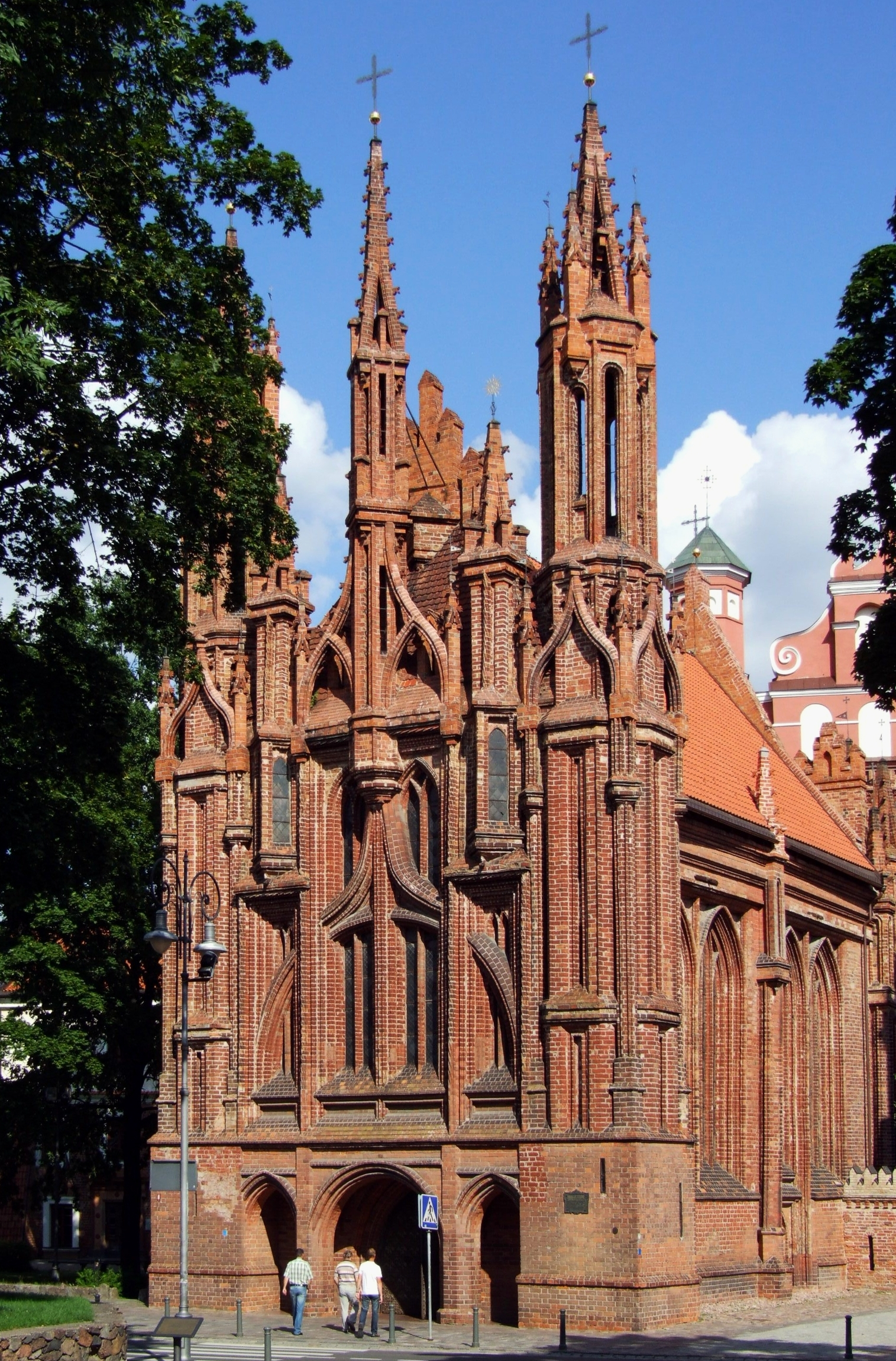
Kościół św. Anny w Wilnie
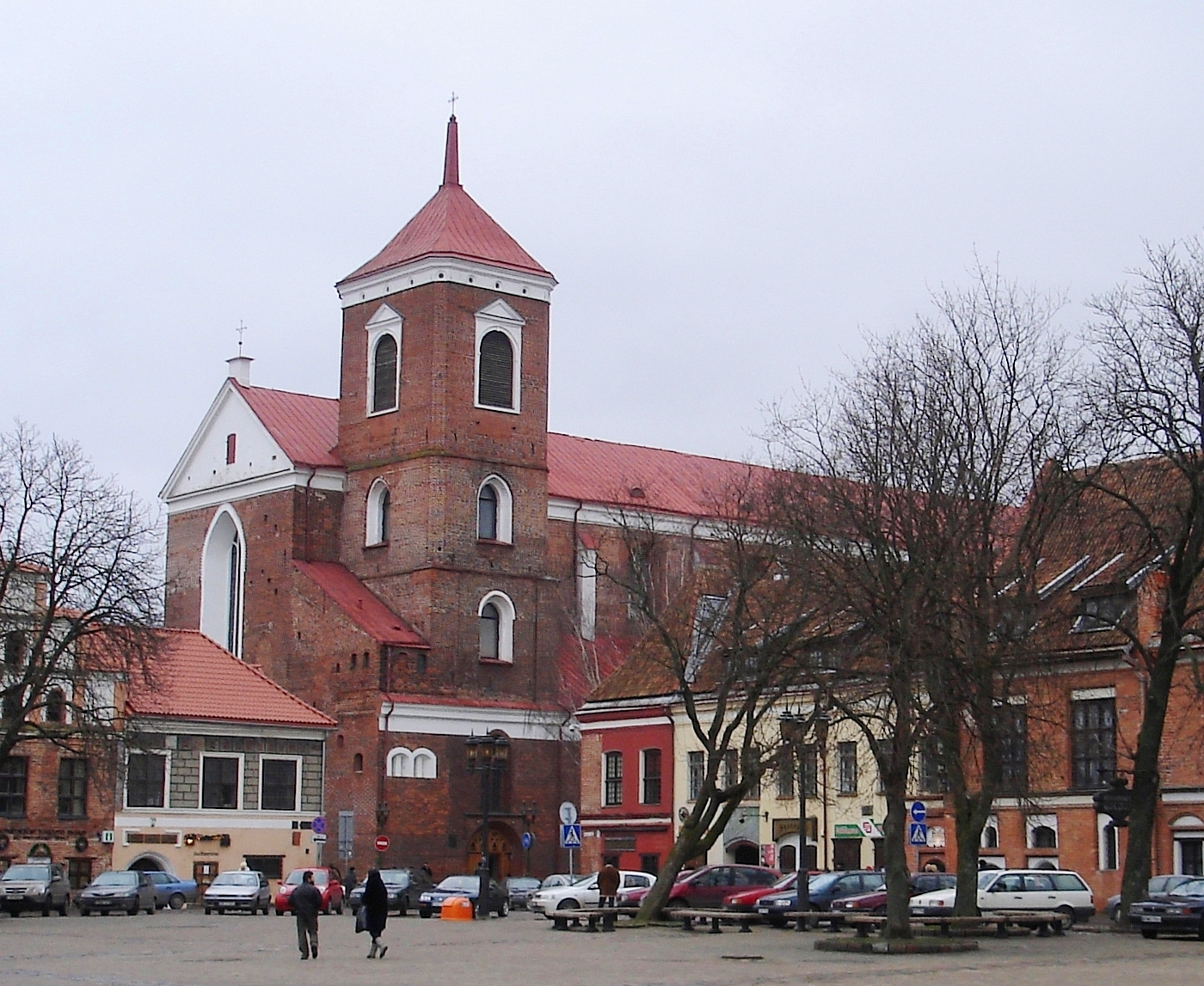
Stare Miasto w Kownie
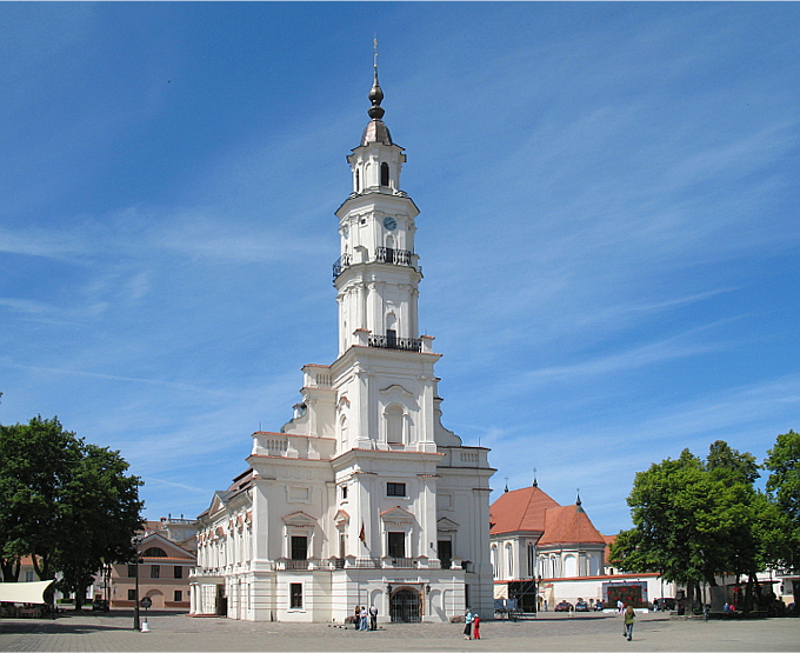
Ratusz w Kownie
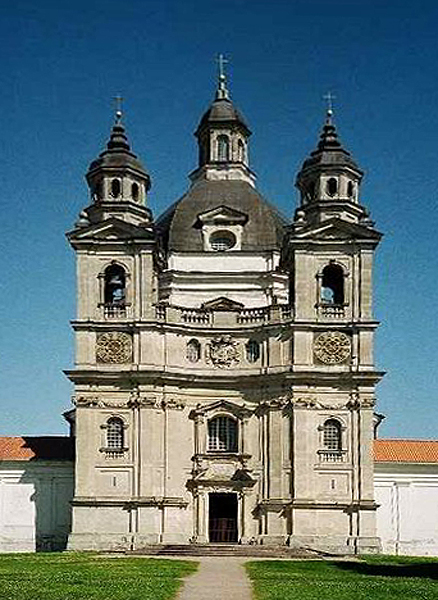
Klasztor Kamedułów w Kownie
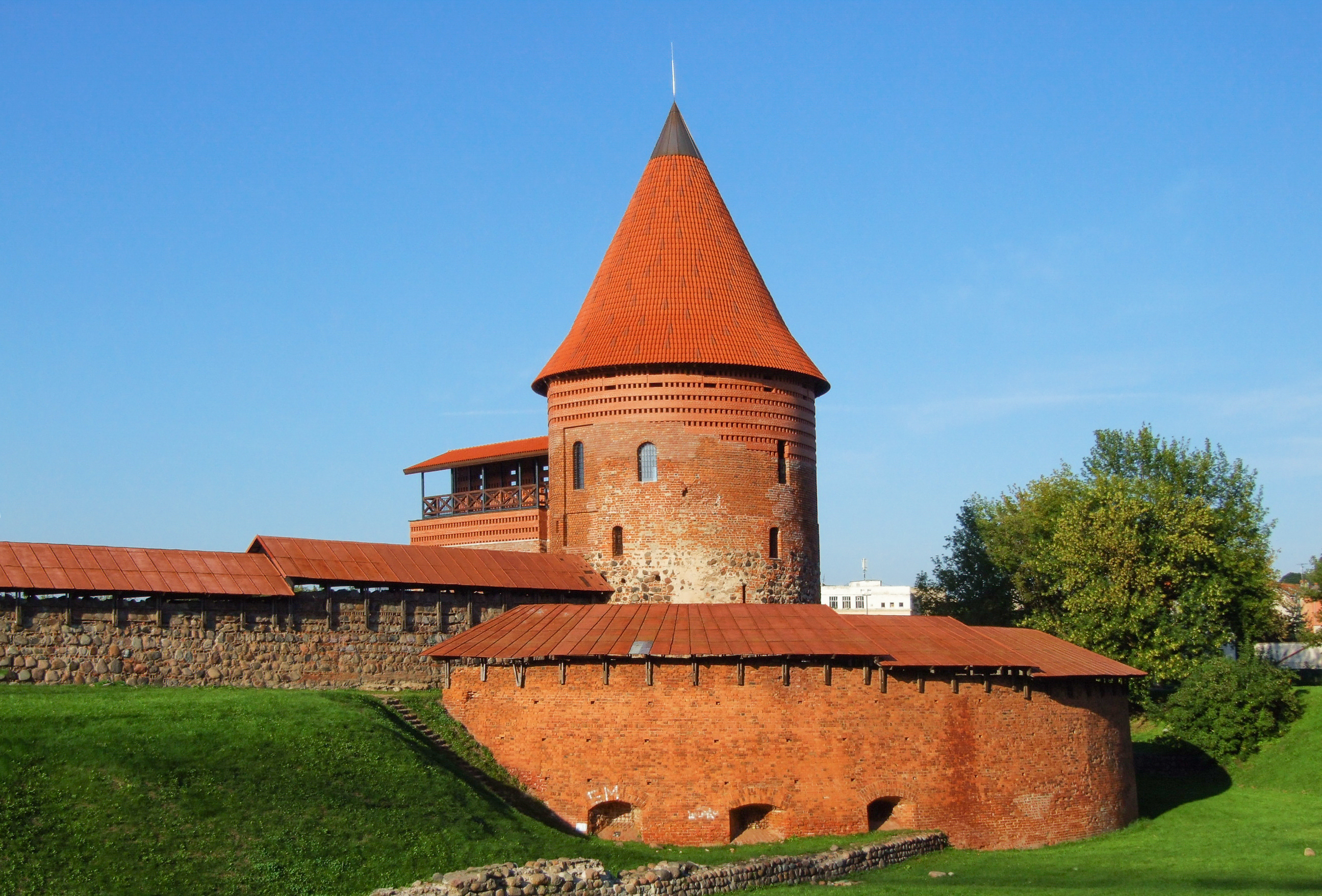
Zamek w Kownie
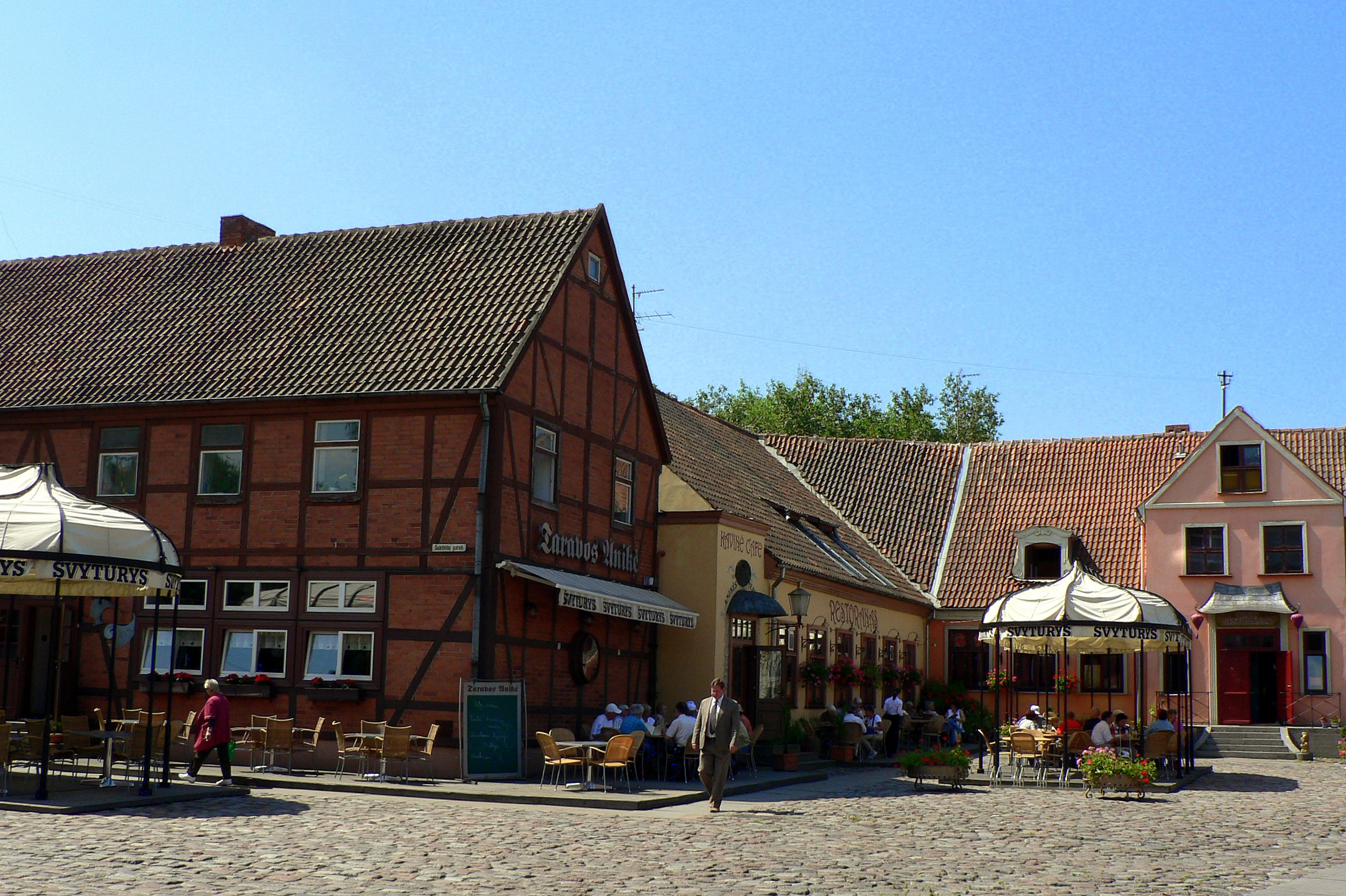
Stare Miasto w Kłajpedzie
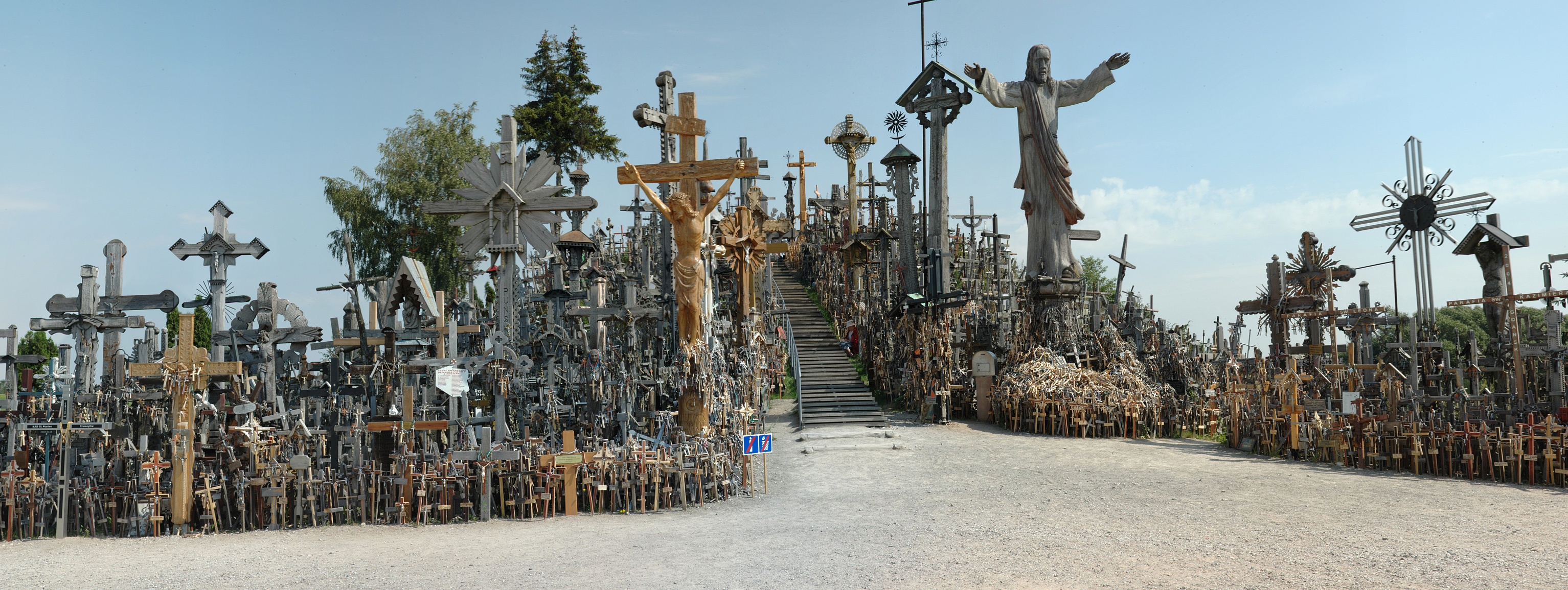
Góra Krzyży pod Szawlami
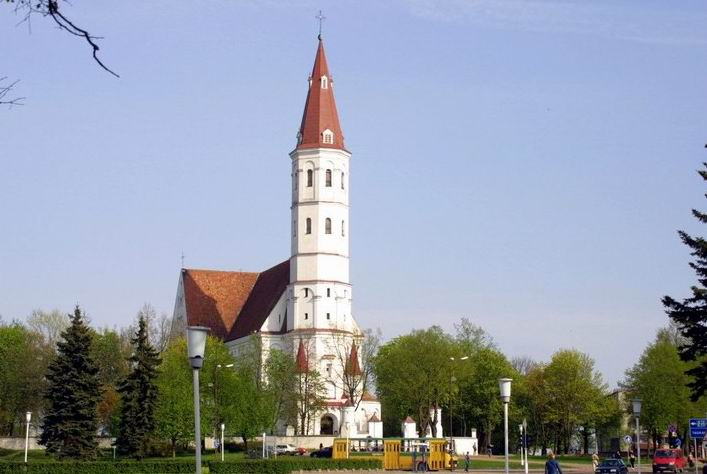
Katedra w Szawlach
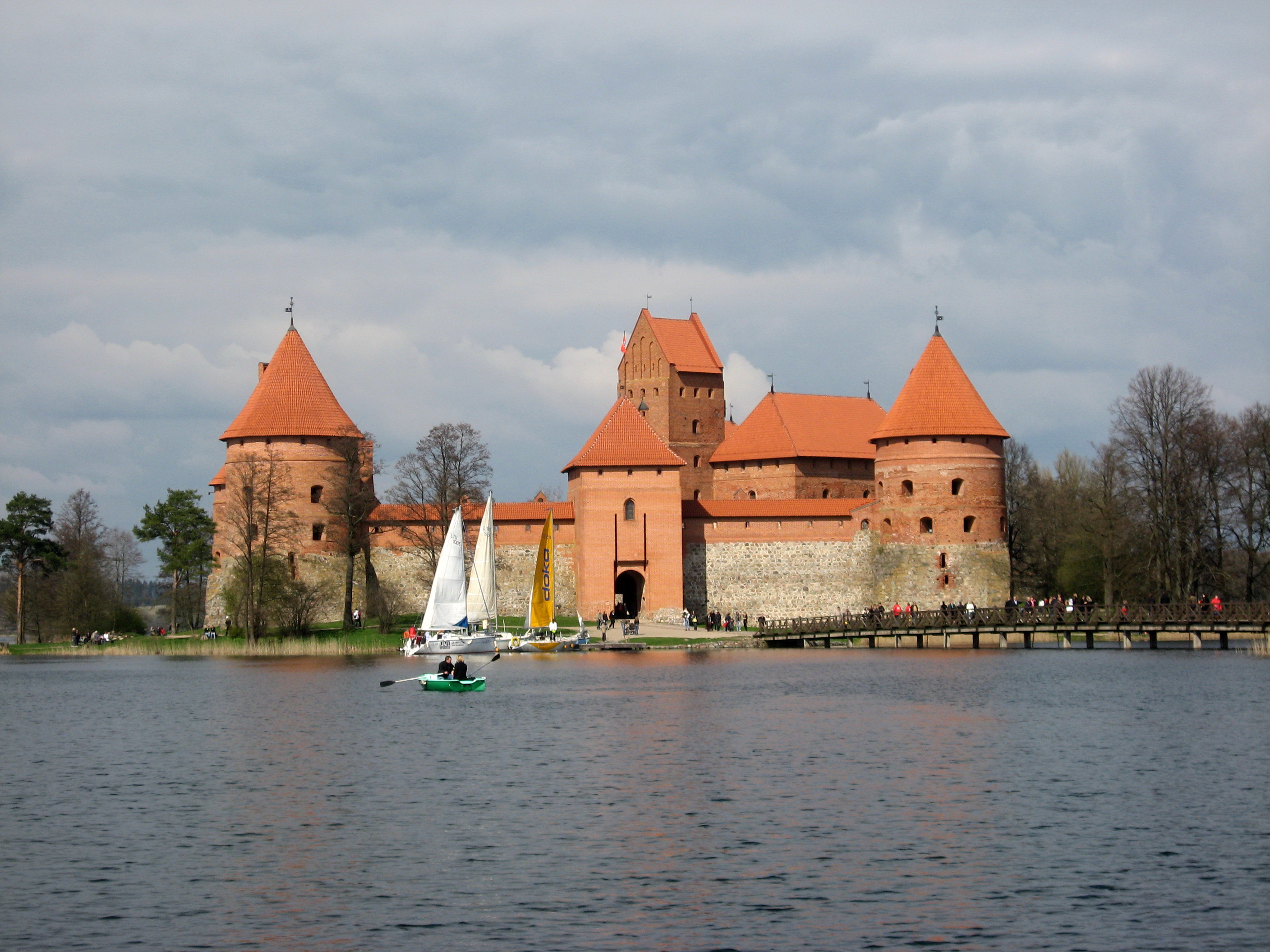
Zamek w Trokach
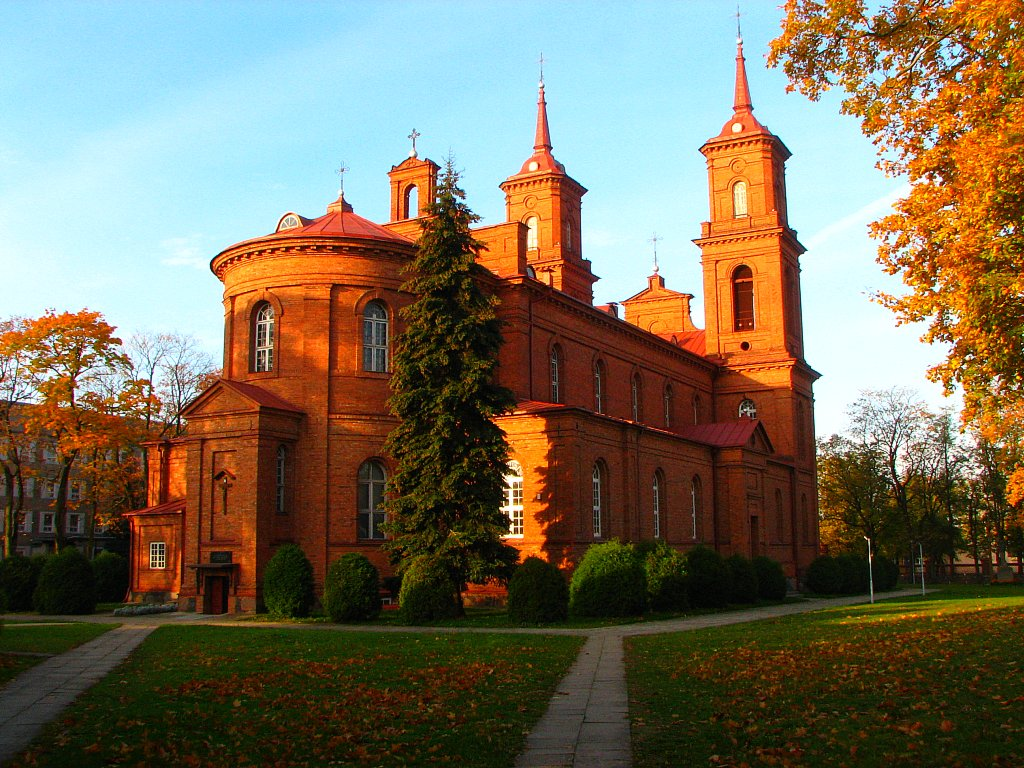
Kościół św. Piotra i św. Pawła w Poniewieżu

nowoczesna architektura

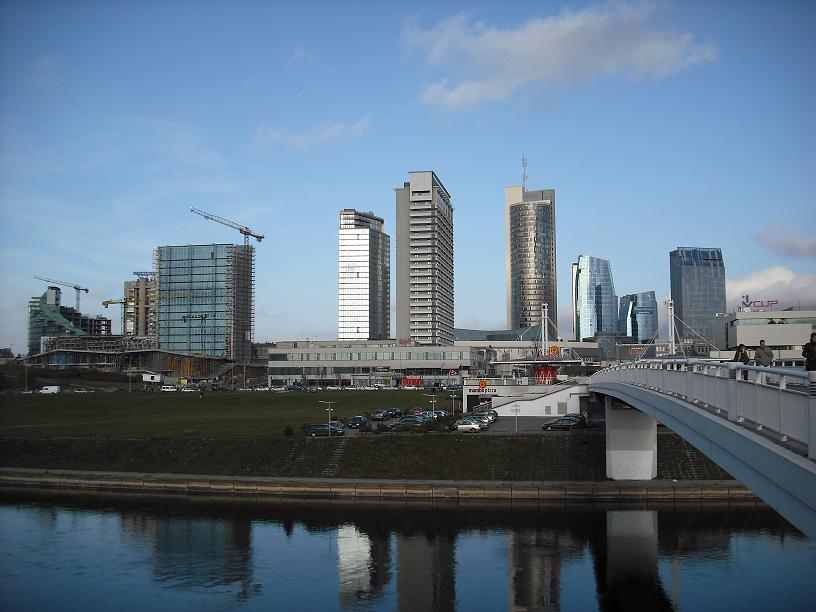
Centrum finansowe Wilna

Przyroda

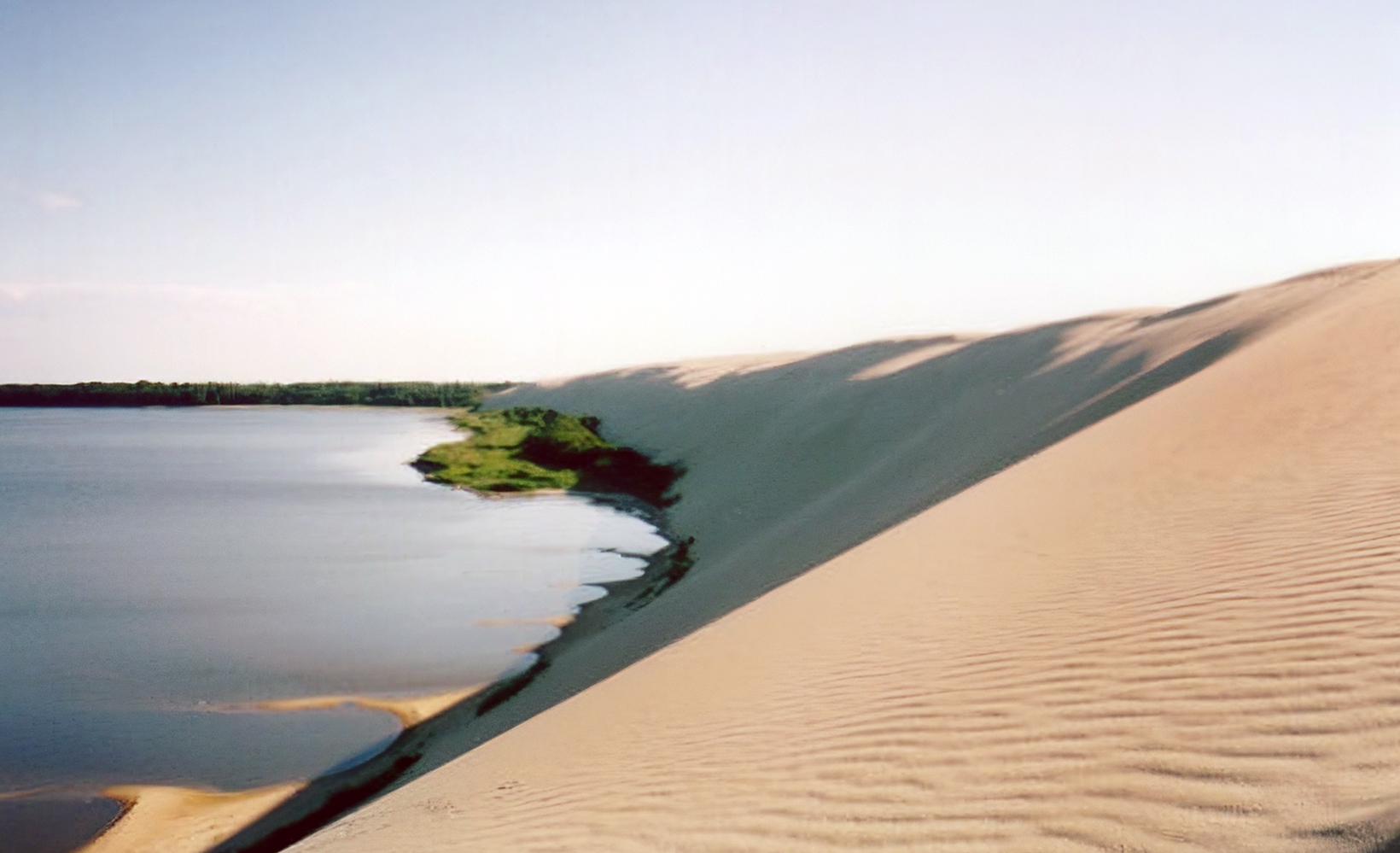
Mierzeja Kurońska
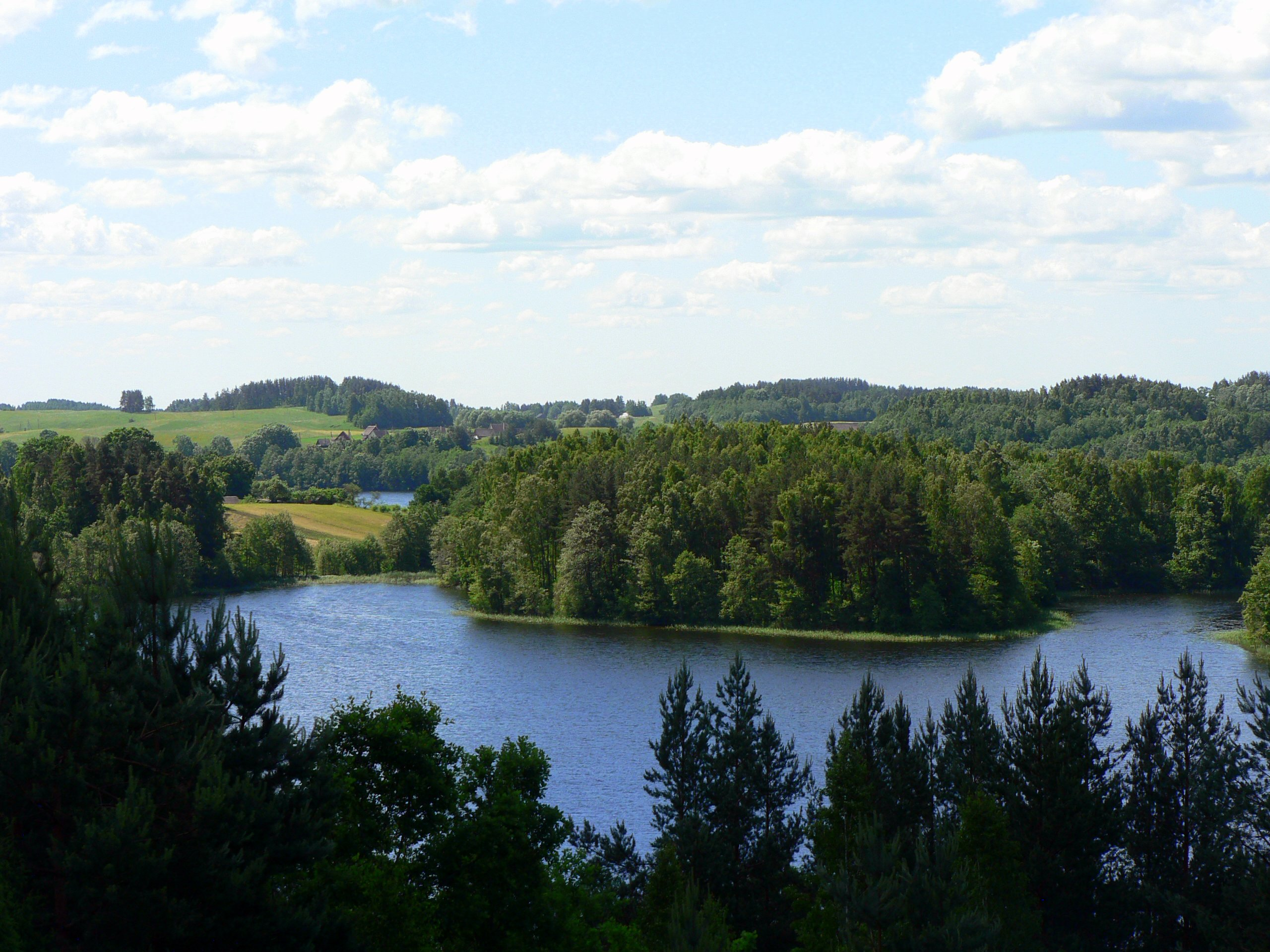
Auksztocki Park Narodowy
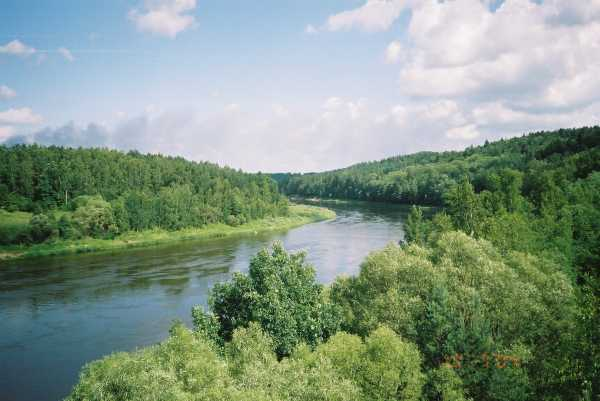
Niemen w okolicach Olity
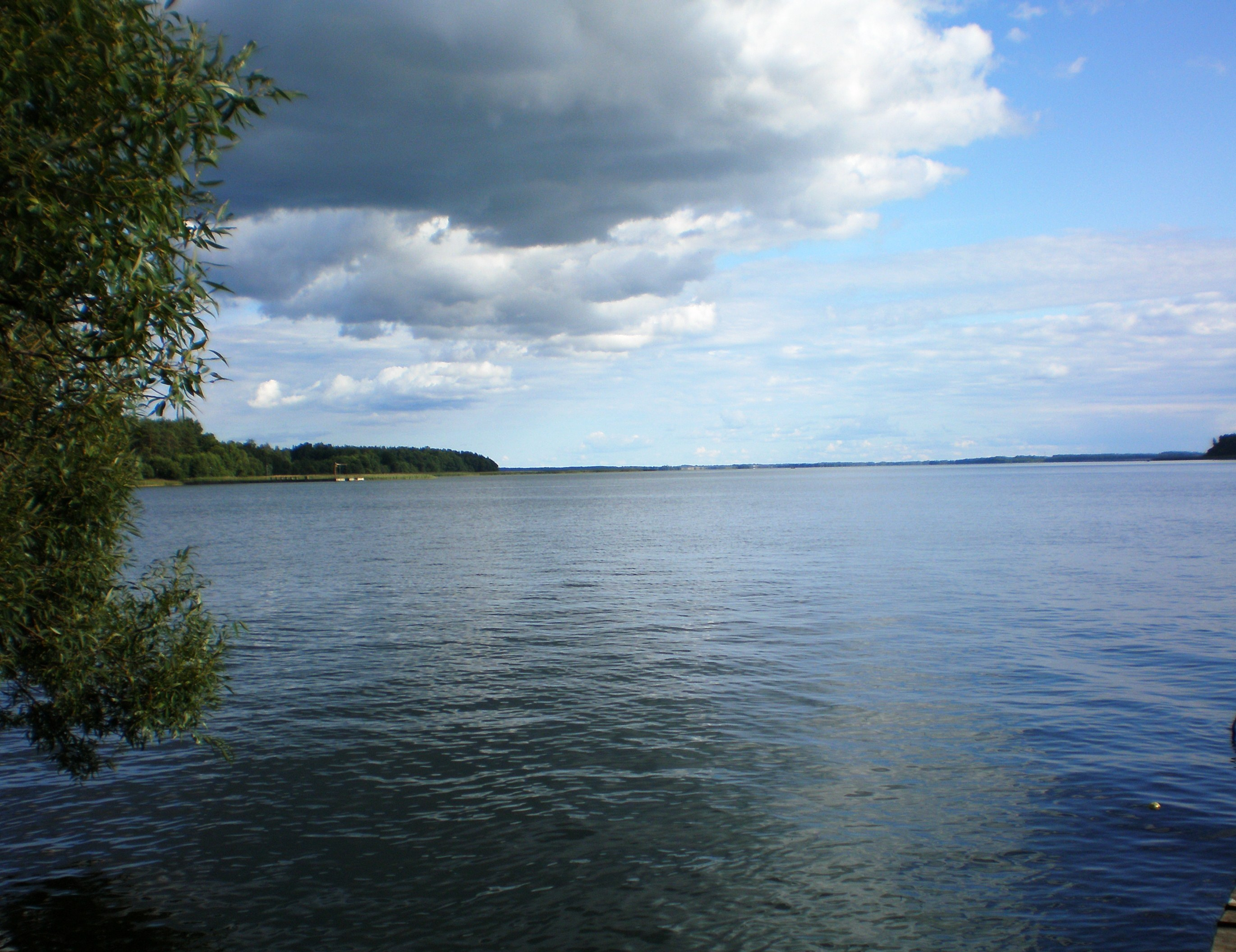
Jezioro Dryświaty